# 유길준
유길준(兪吉濬, 1856년 11월 21일~1914년 9월 30일)은 조선 후기 문신이자 외교관, 작가이며 대한제국의 정치가·개화 사상가·계몽운동가다. 본관은 기계(杞溪), 자는 성무(聖武, 盛武), 호는 구당(矩堂), 천민(天民), 구일(矩一)이다.
근대 한국 최초 일본과 미국 유학생이며, 개화파 이론가로서 수많은 저작물을 발표하여 개화 사상을 정립하였다. 그는 서구 의회 민주주의 체제와 합리주의 사상을 적극 수용해야 한다고 주장하였고, 정치적으로는 전근대적인 한국의 정치·경제·사회의 변화, 개혁을 시도하려 하였으나 실패했다. 1910년 8월 29일, 한일 병합 조약이 맺어지자 이 조약에 대한 반대운동을 추진하다 체포되었고, 전 국민을 선비로 만든다는 목적으로 흥사단을 조직했다.
1870년(고종 7년) 박규수, 강위, 유대치 문하에서 수학하였고, 박규수 사후에는 유대치와 강위, 오경석에게서 수학하였다. 1871년 향시에 장원하였으나 번번히 대과에 낙방하고, 당시 과거 시험 폐단을 비판하였다. 1881년 일본 조사시찰단과 1883년 미국 보빙사 파견시 수행원 이었으며, 그곳에 잔류하여 조선 최초 유학생이 되었다. 갑신정변이 실패했다는 소식을 듣고 도중에 귀국 하였지만 1885년 말부터 7년간 가택연금을 당한다. 이후 김홍집 내각 내무부협판과 내무부대신으로 참여하여 1894년(고종 31년) 갑오경장 당시 단발령을 추진하였으며, 양력 사용, 신식 학교 건설 등 개혁정책을 수립했다. 갑오경장과 을미개혁 이후 제도 개편을 추진하다가 아관파천으로 일본으로 망명했다. 그 뒤 고종을 퇴위시키고 의친왕을 추대하려는 정변을 꾸몄다가 발각되어 실패했으며, 1900년(광무 3년) 한국으로 환국을 기획하다가 외교 문제가 되자 일본 정부에 체포되어 4년간 구금당했다.
1905년(광무 8년) 11월 을사 늑약이 체결되자 일본의 한일 합방 야욕을 예상하고 이를 반대하였으며, 교육과 계몽 필요성을 외쳤다. 이후 계산학교 등 학교를 설립하고 노동야학회를 조직하여 문맹퇴치와 국민 계몽 활동을 하였다. 국내 산업 자본 육성을 위해 국민경제회, 호남철도회사, 한성직물주식회사를 조직하여 적극 활동하고, 흥사단 조직과 1909년 한성부민회와 청년학우회 등 조직에 참여하여 활동하였으나, 한일합방을 막지는 못했다. 1910년(융희 4년) 한일 합방 무효 시위를 기도했다가 사전에 발각되어 실패했다. 이후 총독부 회유와 일본 정부가 준 작위를 거절하고 여생을 마쳤다. 그는 각종 저서와 계몽 강연을 통해 서구 의학, 교육 등 신문명 존재와 민주주의, 자본주의 등을 소개하였다. 사후 안창호는 애국자이자 이상적인 정치 지도자로 추모했다.
1895년(고종 32년) 근대 최초 한글 문법서이자 국어사전인 조선문전을 발간하였고, 10년간 수정과 증보 후 1909년(융희 3년)에는 대한문전으로 재간행하였다. 또한 독일 프리드리히 대왕을 소개한 《보로사국 후례대익 대왕 7년전사(普魯士國厚禮大益大王七年戰史)》와 이탈리아 통일을 소개한 《이태리 독립전사》등 책을 집필하였다.
그는 1895년 10월 8일 명성황후가 암살당하자 조선인 고위 협력자로 흥선대원군을 지목했다. 그러나 친구이자 후배였던 윤치호에 의해 그 자신도 명성황후 암살 조선인 출신 주요 공모, 협력자의 한사람으로 지목되었다. 외할아버지 이경직(李耕稙), 노론 실학파 학자 박규수(朴珪壽), 개화 사상가 유대치, 오경석(吳慶錫), 강위(姜瑋) 등 문하생이었다. 한성 출신이다.

## 생애

### 생애 초반

#### 출생과 가계
유길준은 1856년 11월 21일 한성부 북촌 계동에서 진사 유진수(兪鎭壽)와 이경직(李耕稙)의 딸 정부인 한산이씨(韓山李氏) 둘째 아들로 태어났다. 위로 형 유회준(兪會濬)이 있고 동생인 유성준(兪星濬)이 태어났다. 할아버지는 청송부사를 지낸 유치홍(兪致弘)이고, 당시 진사였던 아버지 유진수는 동지중추부사에 이르렀다.
기묘사화 당시 사림파 학자인 유여주의 형 유여림(兪汝霖) 후손으로, 유길준은 본래 인조 때 영의정 김자점의 외할아버지이자 의정부좌의정을 지낸 유홍의 12대손이다. 그러나 유홍 9대손 유인환의 아들 가운데 유치홍이 유홍의 삼촌인 숙민공 유강의 10대손 유돈환의 양자가 되면서 유강 13대손이 되었다. 유강 증손자이며 유길준 10대조 유성중은 강원도관찰사로 청백리로 유명하였으며, 양 증조부 유돈환의 할아버지이자 5대조인 저암(著菴) 유한준(兪漢雋)은 저명한 학자이자 서예가, 유한준은 이재의 문인인 남유용의 문인, 송시열 학통을 계승했으며, 유한준은 평생 송시열을 흠모하여 송자대전을 늘 옆에 두었다고 한다.
1866년(고종 3년) 병인양요가 일어나자 서양인이 즉각 쳐들어올지 모른다는 소문이 나돌아 많은 한성부 사람이 피난하자, 그 집안도 선영(先瑩)이 있는 경기도 광주군 서부면 덕풍리로 피신, 은거했다. 광주에서 피난살이를 한 지 3년만인 1869년 봄에 한성으로 돌아와 외할아버지 이경직(李耕稙)에게 한학 성리학을 배웠다.

#### 유년 시절
어려서 소년 유길준은 암기력에 능하였고 홀로 사색하거나 누가 가르치지 않아도 책을 스스로 읽었다고 한다. 일찍부터 조숙하여 음식과 잠자리로는 투정을 부리지 않았다고 한다. 학자이자 문신이었던 외할아버지 이경직은 최종 관직이 정3품임 도정(都正)을 끝으로 벼슬에서 물러났지만, 한성부 북촌(北村)의 노론 실학파 학자들과 친분관계를 형성했고 살림도 넉넉하여 많은 서적을 간직하고 있어서 외할아버지 이경직(李耕稙)의 문하에서 한학, 성리학을 배운 뒤 소년기에는 외할아버지 이경직 댁에 머무르면서 각종 고전과 서양의 서적을 접하게 됐다. 기억력이 좋았던 그는 외조부로부터 소개받은 서구에 미지의 문명세계가 존재한다는 것을 기억하고 흥미를 품게 된다. 독서를 좋아했던 그는 소년기에 홍대용과 안정복, 박지원, 박제가, 유득공 등의 서적을 두루 탐독했다.
15세 때 아버지 유진수에 의해 부인 경주 김씨와 결혼하여 청주로 분가했다가 다시 한성부로 올라와 낙산서재에서 공부하였으며 이때 민영익(閔泳翊) 등을 만나 친구가 된다. 본부인 경주 김씨는 1874년(고종 11년)에 병사하고 다시 충주 이씨와 재혼하였다.

### 개화 사상 형성

#### 서구 문물과의 만남

박영효

1870년경 그는 외할아버지 이경직을 통해 소개받은 환재 박규수(朴珪壽)의 문하에 들어가 배웠다. 박규수의 문하에서 김옥균(金玉均)·박영효(朴泳孝)·서광범(徐光範)·김윤식(金允植) 등 개화 청년들과 실학 사상을 습득하였다. 1871년(고종 8년) 봄, 경기도 지역의 향시(鄕試, 지방 과거시험)에 장원한 그는 지공거로 있던 박규수를 찾아갔다. 당시 박규수는 청나라의 북학파 사상에도 정통하였으며, 사절(使節)의 대표로 중국에 갔다온 뒤로 새로운 사상, 즉 개화사상을 펴고 있던 경륜가(經綸家)로서, 관직 생활 보다는 자신의 집에 찾아오는 젊은이들을 지도하는 일에 전념했고, 또한 다른 개화사상가인 오경석, 유대치, 개화승 이동인 등과도 접촉했다.
박규수의 서실에서 유길준은 최초로 지구본을 접하고 지구가 둥글다는 것을 깨닫게 된다. 박규수가 추천한 중국인 위원(魏源)의 《해국도지 (海國圖志)》등 개화 사상서를 접하면서 국제정세에 관심을 두게 되었다. 과거 준비를 하던 유길준은 박규수의 집에서 《해국도지》를 읽은 뒤로는 과거를 포기하고 실학과 박지원의 저술들, 중국의 양무운동(洋務運動)에 관한 책을 탐독하게 되었으며, 김윤식(金允植)·어윤중(魚允中), 윤웅렬(尹雄烈), 박영효(朴泳孝), 김옥균(金玉均), 서광범(徐光範), 홍영식 등 뒤에 개화파로 활약했던 인물들과 사귀었다. 이어 서재필, 윤치호, 이상재, 이승만 등과도 친분관계를 형성해 두었다. 이후 그는 과거시험이 나라를 병들게 하는 원인이라며 시험을 거부하였다.
1870년경부터 그는 과거 시험에 여러번 응시하였으나 낙방했다. 그는 노론 명문가의 자제로 과거에 합격할 길이 있었지만, 당시 뇌물과 배경, 연줄로 합격자를 결정하는 과거 제도의 부패상을 목격하고는 과거에 응시하는 것을 단념한다. 1877년 2월 박규수가 병으로 죽은 뒤 김옥균 등을 따라 당시 백의정승(白衣政丞)이라고 일컬어지고 있던 중인 출신 하급 관료 유홍기(劉鴻基)와 오경석의 문하에도 출입하여 가르침을 받았다. 유홍기와 오경석 밑에서 지도를 받은 김옥균 등은 급진개화파가 되었으나 그는 유홍기, 오경석의 문하 외에도 김윤식 등과 함께 시인(詩人) 강위(姜瑋)의 지도도 함께 받으면서 온건개화파가 되었다.

#### 박규수 가문과의 인연
연암 박지원과 유길준의 5대조 유한준은 본래 문우이자 친구였다가 원수로 변하였다. 연암 박지원이 유한준의 글을 풍자한 데서 감정싸움이 오고 가다가 유한준과 박지원은 끝내 원수가 되었다. 후일 연암 박지원의 아들 박종채는 과정록에서 유한준을 심하게 험담하였다.
| “ | 유한준은 아버지가 자신의 글을 평한 편지로 인해 아버지에게 앙심을 품게 되었다. 아버지가 중년 이래 비방을 받은 것은 모두 이 사람이 뒤에서 조종하고 사주한 것이었다. 당시 경주김씨가 권세를 잡고 있었는데 아버지는 본디 이들과 사이가 안 좋았으므로 유한준은 이때를 틈타서 아버지를 해치려 했던 것이다. 아아, 이 얼마나 음험한 자인가! 이 자는 우리 집안 백세(百世)의 원수이다. | ” |
|   | — 과정록 중에서 |   |

연암 박지원의 아들 박종채는 유한준을 아버지의 원수를 뛰어넘어 백세 동안 이어질 집안의 원수라고 성토하였다. 저암 유한준은 연암 박지원과 쌍벽을 이루는 문장가로 집안 끼리도 인연이 있고 연배도 비슷하여 젊은 시절 두 사람은 매우 절친하게 지냈다. 문학공부를 같이한 문우(文友)이자 친구로 지냈다. 그런데 연암 박지원이 유한준의 글을 여러번 비평하다가 연암은 저암의 문장을 두고 '글이 너무 기교에 치우쳤다'고 혹평했다. 반면 저암은 연암의 저작에 대해 '오랑캐의 연호를 쓴 글'(虜號之稿)이라며 몰아붙였다. 그 뒤 유한준 집안과 연암 박지원 집안사이에는 박지원이 할아버지 박필균과 아버지 박사유의 묘를 이장한 곳이 유한준 선산 근처였다. 유한준은 연암 박지원의 이장을 반대하다가 먹혀들지 않자, 집안의 정자가 있던 곳이라며 자신보다 먼저 요절한 15세된 손자의 묘를 박필균 묘 위에 매장했고 쟁송문제로 발전했다. 박종채는 유한준의 집안을 일컬어 '백세의 원수'로 규정했고, 유한준의 아들 유만주는 연암을 '매우 잡스러운 인간'이라고 비판하였다.
1871년 홍문관 대제학 박규수는 향시에서 장원으로 뽑힌 시를 보고, 그 시의 주인공을 불러들였다. 시를 지은 이는 16세의 유길준이었다. 박규수는 연암 박지원의 아들 박종채의 아들이며, 유길준은 유한준의 아들 유회주의 4대손이었다. 유길준이 처음으로 박규수를 만나러 갈 때 유길준의 아버지 유진수는 '우리집과 서로 원수같이 지내왔는데 어떻게 그 자를 찾아간다는 말이냐'며 완강히 반대했다. 그러나 우여곡절 끝에 유길준을 만난 박규수는 '너희 집과 우리 집이 지난날 사소한 문제로 불화했으나 이제부터 옛날처럼 다시 화목하게 지낼 수 있다면 어른들이 풀지 못하셨던 감정을 우리가 풀어드리는 셈이 되는게 아니겠냐'며 감개무량해하였다. 박규수는 아버지가 그토록 강조했던 백세의 원수에 대한 생각은 잊고 먼저 손을 내밀었고, 오히려 집안간의 불화를 잊자며 유길준의 뛰어난 재주를 거듭 칭찬하였다. 또한 힘써 공부할 것을 당부하며 자주 찾아올 것을 권고했다. 박규수의 인품에 감복한 유길준은 오히려 박규수를 스승으로 받들고 그로부터 학문을 사사받았다.

#### 과거 제도 비판과 개혁론 주장
1871년(고종 8년]]의 향시(鄕試)에 장원으로 급제한 후 여러 번 과거 시험에 응시했지만 대리시험 등 부정 시험을 치루는 명문 거족의 자제들에게 패하고 말았다. 1877년(고종 14년) 그는 과거 제도의 해악을 비판하는 과문폐론(科文弊論)을 지었다. 그는 과거 제도가 양반들의 신분 세습의 대상이 되고 있으며, 하급 관료 시험인 취재 조차도 세습과 인맥으로 채용하는 등 부작용이 심함을 지적하였다.
격물진성(格物盡性)의 학문이라고 하지만, 도대체 격물한 바와 진성한 바가 어떤 것이란 말인가. 본래 이용후생(利用厚生)의 도에 몽매하니 그 용(用)이 사람들의 생활을 편리하게 하고 그 의식을 풍부하게 할 수 없는 것이다. 이것으로 어찌 국가의 부강을 성취하고 인민의 안태(安泰)를 이룩할 수 있겠는가. (…) 그러므로 과문이란 것은 도를 해치는 함정이자 인재를 해치는 그물이며, 국가를 병들게 하는 근본이자 인민들을 학대하는 기구(機具)이니, 과문이 존재하면 백해(百害)가 있을 뿐이며 없더라도 하나도 손해가 없는 것이다. 위로는 조정의 백관에서부터 밑으로는 민간의 글방 서생에 이르기까지 모두 과문으로 부몰(浮沒)하니, 필경 취생몽사(醉生夢死)하다가 끝내 각성하여 깨닫지 못할 것이다.

지나친 관직열과 과거 만능주의는 국익과 개인에게 아무런 도움이 되지 못한다고 지적하였다. 과거 제도의 부패상을 지적하는 그의 글이 발표되자 당시 정부와 기득권층은 크게 충격받고 당황해하였다. 그러나 그가 나이 어린 소년이라는 점이 감안되어 논란은 흐지부지되었다. 1881년(고종 18년) 조선인 최초의 국비 유학생으로 선발돼 일본으로 건너갔으며 일본 게이오 대학에 유학하게 되었다.

### 일본, 미국 견문과 유학생활

#### 신사유람단 파견과 신문물 시찰

1882년 일본 유학 중의 유길준

후쿠자와 유키치

스물 다섯 살 때인 1881년(고종 18년) 봄 민영익의 천거로 조사 시찰단(朝士視察團)의 한 사람에 선발되었다. 조사 시찰단의 여행 비용은 국고가 아니라 고종이 내린 특별 내탕금에서 지급된 5만냥의 돈으로 조사와 수행원 등 63명, 일본인 통역 2명이 파견되었다. 당시 그는 배경이 없었지만 민영익의 천거 외에 조사로 선정된 홍영식과 어윤중, 박정양의 후원으로 수행원으로 선발될 기회가 부여되었다. 일각에서 유길준의 과거 제도 비판 전력을 꼬투리 잡았지만 당시 김옥균은 한 사람이라도 더 일본에 파견해야 함을 역설했고, 민영익 등의 강력 추천 결과 그의 수행원 선발은 우여곡절 끝에 통과되었다.
한편 조사의 한 사람으로 선발되었던 민영익이 갑자기 시찰단원에서 빠지게 되었다. 그러나 민영익은 자신의 수행원으로 정해진 유길준을 어윤중의 수행원으로 추가로 배치하게 할 것을 고종에게 건의하여 성사시켰다. 어윤중의 수행원은 이미 윤치호, 유정수(柳定秀), 김정한이 정해져 있었지만 민영익의 건의로 유길준을 특별히 추가로 포함시켜 어윤중의 수행원은 3명에서 4명으로 늘게 되었다.
1881년(고종 18년) 5월 7일 부산항에서 배편으로 출항, 일본에 건너갔다. 신사유람단은 부산항을 떠나 쓰시마를 거쳐 일본에 도착하여 규슈, 나가사키, 오사카, 교토, 고베, 요코하마 등지의 산업시설을 시찰하고 5월 25일에 도쿄에 도착했다.
이후 그는 다른 시찰단원들과 함께 9월까지 4개월 간의 일정으로 일본 도쿄에 체류하면서 일본 정치, 군사, 문교, 내무, 농상공부 등 각 부처의 업무, 각 성의 시설과 세관, 군사, 조폐, 무역, 외국인 출입과 교역 등과 농업, 제사, 양잠업에 이르기까지 다양한 부분을 목격하고 이를 기록하였다. 유길준은 이들과 함께 메이지 유신 이후 일본의 변화된 부국강병책의 결과물을 시찰하고, 일본인 통역관과 일본인 성리학자들의 도움을 받으며 각 담당자의 조언과 첨삭으로 귀국 후 고종에게 제출할 보고서를 만들었다. 일본의 변화된 모습에 심한 충격을 받은 그는 술좌석에 끼이지 않고 홀로 숙소에서 달을 보며 고민을 거듭하였다.

#### 일본, 미국 유학

##### 일본 유학 생활
1881년 5월 25일 도쿄에 도착한 이후 일본의 신문물을 시찰한 뒤 일본에 유학, 유정수와 함께 후쿠자와 유키치(福澤諭吉)를 만났다. 유길준은 일본의 개화된 풍경을 보고 일본에 남기를 희망하였다. 그 뒤 일본에 남아서 더 배우고 오라는 김옥균, 민영익의 권고로 그는 유정수와 함께 후쿠자와 유키치가 경영하던 게이오 의숙(慶應義塾)에 입학하여 일본어, 신문물과 영어, 의학, 세계사 등을 배우다가 1년 만인 1882년에 귀국하였다.
이때 유길준과 유정수는 후쿠자와 유키치의 집에서 기거하였다. 후쿠자와는 일본 사회에서 문명개화론자로 이름을 떨치고 있었고, 특히 그가 저술한 〈서양사정 西洋事情〉·〈문명논지개략 文明論之槪略〉·〈학문의 권유 學問の勸め〉 같은 책은 사람들에게 큰 영향을 주고 있었다. 후쿠자와와의 대화에 감명받은 그는 조선 정치가 썩고 부패했다고 규정, 자신 역시 이러한 책을 써서 조선 국민들을 계몽시켜야겠다고 확신하였다.
한편 미국과 수교를 체결한 조선은 1882년(고종 19) 주조선 미국 공사 루시어스 H. 푸트(L. H. Foote)가 방한하자 조선도 미국에 친선사절단(보빙사)을 파견하였고, 유길준은 후쿠자와 유키치에게 백인을 상대하는 방법을 문의하였다. 이 무렵 후쿠자와는 많은 저작물을 발표함과 동시에 1882년 3월 1일부터 일본에 지지신보(時事新報)라는 일간지를 창간했다. 일본의 후쿠자와로부터 편지를 전달받고 원고 요청이 있자 그는 감격, 일본 사회에서 신문이 얼마나 큰 역할을 하고 있는가에 대한 내용을 그해 4월 21일 '신문의 기력을 논 함'이라는 제목으로 보냈고, 후쿠자와 유키치는 이를 명문이라며 자신의 지지신보에 게재했다.
게이오 의숙 재학 중 그는 일본, 조선, 중국 등 동양 삼국의 단결을 목적으로 일본인과 청나라인 등을 중심으로 조직된 흥아회(興亞會)의 도쿄 지부에도 참가해 일본의 학자 및 정치가들, 청나라 등에서 유학온 다른 유학생들과도 폭넓게 교류하였다.

##### 귀국과 임오군란
일본 유학기간 중 생물학자이며 찰스 다윈의 진화론을 처음으로 일본에 소개한 매사추세츠주 세일럼시의 피바디박물관관장인 에드워드 모스(Edward S. Morse)를 만나게 된다. 그는 후쿠자와 유키치를 찾아가 항상 가르침을 청했고, 후쿠자와에게 조선이 다시 일어설 수 있는 방안을 물었고, 후쿠자와는 부패하고 무능력한 관료들의 축출, 관직 세습 독점 체제의 타파를 예로 들었다. 그러나 조선에서는 힘들 것이며 조선왕조는 끝내 멸망할 것이라는 부정적인 결론을 내렸다.
1882년 6월 민영익의 귀국 권고로 일시 귀국했다가 다시 되돌아갔다. 7월 23일 한성부에서 구식 군인들의 월급으로 주는 쌀에 모래와 돌멩이 및 썩은 쌀을 주자 여기에 반발한 구식 군인들에 의해 임오군란이 일어났는데, 그는 임오군란 사태 당시 행동을 삼가고 사태의 추이를 예의주시하고 있었다. 그러다가 그해 10월 13일 박영효, 김옥균 일행이 수신사(修信使) 겸 사죄사(辭罪使)로 하는 사절단(使節團)이 파견되자, 그는 박영효와 김옥균 일행이 도쿄에 방문했을 때 사절단의 통역을 맡아보았다. 수신사는 3개월간 일본의 각 기관을 시찰하고 일본의 여·야당 정치 지도자들과 만나 면담하고 각국 사절과도 폭넓게 접촉하여 의견을 교환했다. 한학을 배워 중국어와 일본어의 기초 실력이 있었던 그는 사절단의 통역을 맡아 활약했으며, 박영효 등이 귀국할 때 일본 유학을 마치고 박영효 일행과 함께 귀국했다.
임오군란 무렵 유길준과 윤치호는 대원군을 타도하기 위한 일본군의 파병을 청하는 서한을 일본정부에 보냈다. 양쪽 모두 모처럼 시작된 개화가 무산될까봐 우려했던 것이다.

##### 한성순보 편찬과 미국 방문
1883년 봄 일본 생활을 마치고 귀국한 유길준은 통리기무아문(統理機務衙門)의 주사로 임명되어 《한성순보 (漢城旬報)》라는 근대 신문 창간에 기여하였고, 한성판윤 박영효가 계획한 한성순보 발간 사업의 실무 책임을 맡았다. 이어 외무 낭관(外務郞官)에 임명되었으나 신문 발간에 전념하겠다며 사퇴하였다. 그러나 정부의 계속된 권고로 외무낭관이라는 직책만 갖고 있었다. 이때 그는 신문 발간을 위해 일본의 은사인 후쿠자와 유키치, 이노우에 가오루 등과 꾸준히 연락을 주고받았는데, 후쿠자와 유키치로부터 자신의 저서 《문자지교》(文字之敎)를 국,한문으로 혼용, 번역해서 조선에 소개해보라는 부탁을 받는다.
곧 그는 후쿠자와 유키치가 부탁한 문자지교라는 그의 저술을 국한문혼용으로 번역하였다. 이후 그는 박영효와 함께 《한성순보》 발간을 추진하였지만 박영효가 좌천되자 신문 발간의 꿈은 무산되고, 뒤로 미루게 된다.
한편 그는 경쟁이라는 개념을 조선에 최초로 소개하였다.‘경쟁’이라는 일본에서 만든 번역어를 ‘경쟁론’이라는 글을 통해서 1883년에 최초로 조선에 도입한 사람은 유길준이었다. 그 뒤 그는 어윤중과 함께 일본으로부터 차관을 도입할 것을 건의하였다. 후일 한국사학자 박노자는 훗날 박정희의 외자 도입에 의한 경제 개발 프로젝트를 마치 예견하듯이 경제 발전을 위한 일본의 대규모 차관을 들이려고 한 사람들도 바로 어윤중·유길준 등의 ‘실무 개화파’였다며 부정적으로 평하였다. 그러나 유길준과 어윤중의 일본 차관 도입 주장은 고종에 의해 거부되면서 실패한다.

1883년 9월 미국에 파견된 조선의 보빙사절단원(뒷줄 가운데가 유길준), 앞줄 왼쪽 두 번째, 세 번째와 네 번째는 홍영식, 민영익, 서광범

1883년 7월 미국에 보빙사(報聘使)가 파견되자, 외무 낭관을 사퇴한 유길준도 사절단의 일원으로 임명되었다. 이 사절단은 민영익을 전권대신으로 하고 유길준은 홍영식, 서광범, 고영철, 변수, 현흥택·최경석 등과 함께 사절단에 임명되어 1883년 7월 인천항을 출발하였다. 보빙사 일행은 같은해 9월 2일 미국 샌프란시스코에 상륙, 기차편으로 뉴욕에 도착하여 사절단은 40여일 간 미국에 체류하며 미국 대통령을 면담하고 각 기관을 두루 시찰하고 귀국했다. 미국 뉴욕을 방문한 유길준은 사람 키보다 월등히 높은 건물을 보고 충격을 받기도 했다. 이어 워싱턴 D.C를 방문한 그는 미국의 대통령 체스터 A. 아서(Chester Alan Arthur)에게 고종의 친서를 전달하였다.

##### 미국 유학 생활
그는 박영효의 부탁으로 한성부에 신문국(新聞局)을 설치하고 신문 발간을 도왔으나, 재정난으로 중단하고 말았다. 그는 1884년(고종 21년) 초에 미국에 파견되는 한국 최초의 견미사절단(遣美使節團)인 보빙사(報聘使)가 파견된다고 하자, 그는 자원하여 보빙사 겸 주미 전권대사의 수행원의 한사람으로 미국을 시찰하게 되었다. 일행과 함께 미국의 각 기관을 시찰한 뒤 정사(正使) 민영익(閔泳翊)의 허락으로 유학생으로 남게 되었다. 유길준은 미국에 계속 남아서 국비로 유학할 수 있는 기회를 얻고 한국인 최초의 미국 유학생이 되었다.
민영익의 권유로 미국에 남은 유길준은 퍼시벌 로웰의 추천으로 에드워드 모스를 다시 만나게 된다. 보빙사 통역을 맡은 퍼시벌 로웰(『조용한 아침의 나라』저자)은 하버드대를 졸업했는데 그의 형은 하버드대 총장을 지낸 보스턴의 명문가 출신이었다. 그는 유길준을 대학 친구인 모스에게 데리고 갔다. 유길준은 모스의 개인 지도 아래 공부를 계속했다.
1884년 미국 유학 중 그는 자발적으로 상투를 자르고 양복을 입는다. 외모보다 한복과 긴 머리가 활동하기 상당히 불편하다고 인식한 그는 귀국 후에 단발을 적극 주장하기도 했다.
매사추세츠주 세일럼에서 에드워드 모스(Edward Sylvester Morse, 1838 - 1925) 교수의 지도하에 유학 준비를 하며 지내다가 1884년 가을학기에 대학 진학을 목적으로 거버너 더머 아카데미(Governor Dummer Academy)에 들어간다. 학비가 넉넉하지 못했던 그는 아르바이트로 학비를 조달했다. 미국 체류 중 유색인종이라는 이유로 구타와 멸시를 당하고 이방인 취급을 당하였다. 그러나 에드워드 모스 교수를 비롯한 소수만이 그를 차별이나 편견 없이 대한다. 매사추세츠주 세일럼에서 기독교 목회자인 에드워드 모스에게 영어와 미국 문화에 대한 개인 과외를 받고 있었다. 유길준은 오랫동안 자신의 진로와 행동에 대하여 에드워드 모스 교수와 상담, 상의하였고, 모스 교수는 자신의 일처럼 조언해주었다.

##### 미국에서의 학업 중단과 귀국
자기보다 열 살 어린 학생들과 함께 영어·수학·지리·라틴어 등을 공부하는 게 쉽지 않았지만 학습 능력은 뛰어났다. 석 달 만에 독학으로 영어회화가 가능했다고 한다. 유길준의 후견인이라고 할 모스 교수와의 편지에서는 학교생활에 관한 내용이 많이 나온다. 유길준은 1884년 11월 3일 편지에서 “화산·지진·간헐천 등에 관한 지구과학 시험에서 94점, 수학 시험에서 100점을 맞아 매우 기쁘다”고 말했다. 다른 편지에서는 “어제 시험을 보았는데 87점을 맞았다. 다른 학생보다 16점 더 높지만 만점인 100점보다 13점 낮은 점수”라고 말하고 있다. 그러나 그의 유학생활은 1884년 12월 4일 발발한 갑신정변으로 인해 더머 아카데미 고등학교를 마치지 못하고 중퇴하고 만다. 1885년 9월 샌프란시스코에서 배편으로 대서양을 건너 수에즈 운하-일본을 경유하여 귀국하였다.
미국 유학 시절 그도 영어를 배우고 기독교를 깊이 연구했지만, 윤치호와 달리 전통적 가치관을 폐기하지 않았다. 이는 미국의 민주주의와 참정권, 시민윤리, 합리주의 등을 보고 조선의 처지를 비관, 좌절한 윤치호와는 대조된다. 그도 양반관료의 횡포로 일반 국민들이 공평한 법의 보호를 받지 못하는 폐단이 있음을 예리하게 비판했지만, 조국이 적절한 개혁만 단행한다면 백인종들의 문명을 따라잡을 수 있다는 낙관적 견해를 갖고 있었다.
더머 아카데미는 현재 더 거버너스 아카데미(The Governor’s Academy)로 명칭이 변경되었고, 더 거버너스 아카데미는 2003년 그의 후손에게 명예졸업장을 추서하였다.

#### 기차, 버스에 대한 충격과 감상
1885년 미국에 체류 중 그는 버스와 기차에 처음 탑승하였다. 유길준은 버스의 빠름을 놀라워했지만, 유독 기차를 증기차라고 부르면서 놀라워하였다. 한번 움직이면 몇 분의 촌각 안에 수십리 길을 가는 것이 신마보다도 빠르고, 축지법을 쓰는 것 같더라며 놀라움과 감격을 금하지 못했다. 그는 윤치호와 이상재, 박정양, 박중양 등에게 보내는 편지와 자신의 저서 서유견문 등에서 기차의 속도와 움직임을 놀라워하였다.
서유견문에 기술한 기차에 대한 그의 생각은 '증기차의 속도는 화륜선에 비할 바 없이 빠르며, 신기하고 놀라운 규모와 편리함이 놀랍다'고 하였다. 그는 이 기차에 한번 타기만 하면 창밖의 풍경이 아름답게 보이고, 마치 바람을 타거나 구름에 솟은 듯한 황홀한 기분을 맛보게 된다고 하였다. 그는 버스에 놀랐고, 기차에 다시 놀라게 된다. 또한 유길준은 '인간이 아니라 마귀의 힘으로 전기가 켜진다'고 생각했다고 한다. 그러나 기계로 열을 발산하는 원리를 이해하게 된 유길준은 이후 개화론을 강력히 주장하게 된다.

#### 갑신 정변 실패 이후

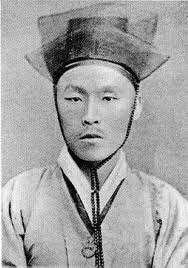
김옥균, 개화파 정치인으로 갑신정변의 주동자의 한사람

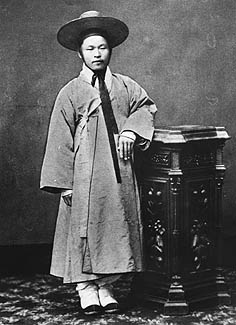
홍영식, 개화파 정치인으로 갑신정변의 주동자의 한사람

미국 보스턴에 체류 중 그는 갑신정변의 소식을 접하였다. 그러나 3일 뒤 갑신정변은 실패하고 개화 인사들은 실종되거나 도주했다는 소식을 전보로 접하게 된다. 갑신정변의 실패 소식을 듣고 안타까워 했으나 손을 쓸 방법은 없었다. 그는 1885년 6월까지 1년간 학교를 다닌 뒤 세계를 견문할 목적으로 배를 타고, 7월부터 유럽 일주를 시작했다. 유럽 여행을 마치고 동남아시아·일본을 거쳐 1885년 유럽 여러 나라를 시찰하고 하버드 대학으로 진학할 계획까지 갖고 있었으나 갑신정변의 실패로 유학비도 끊어지자 귀국하게 되었다. 미국인 친지들은 그의 귀국을 만류하였으나 그는 배편으로 로스앤젤레스를 출항하여 1885년 12월 16일 인천부 제물포항에 도착했다.
1885년 12월말 그는 미국과 국제정세에 관련된 저서인 조선중립론(朝鮮中立論)을 발표한다. 여기에서 그는 미국을 맹신하지 말 것을 권고하였다.
| “ | 혹자는 말하기를 ‘미국은 우라나라와 우의가 두터우니 의지하여 도움을 받을 만하다’고 하지만 그렇지는 않다. 미국은 멀리 대양(大洋) 건너편에 있으며 우리나라와 별로 깊은 관계가 없다. 더구나 미국이 먼로 독트린(蔓老約, the Monroe Doctrine)을 선포한 후에는 유럽이나 아시아의 일에 간섭할 수 없게 되어 있어 설사 우리나라가 위급해지더라도 그들이 말로는 도움을 줄 수 있을지언정 군대를 동원해서 구원해 줄 수 없다. 옛 말에 천 마디의 말이 한 발의 탄환만 못하다고 했다. 그러므로 미국은 우리의 통상의 상대로서 친할 뿐이며, 우리의 위급함을 구해주는 우방으로 믿을 바 못 된다. | ” |

그는 갑신정변이 지지층도 폭넓게 포섭하지 못했고, 시간이 너무 이르다는 점을 들어 실패를 예상하였고, 김옥균, 홍영식, 서재필, 박영효, 윤치호 등에게 서신을 보냈으나 받아들여지지 않았다. 정변은 예상대로 실패하였다. 한편 갑신정변의 실패 이후 그는 민중을 혐오, 경멸하였고 이후 민중을 계몽의 대상이 아니라 통제와 개조, 훈련의 대상으로 보게 된다.
갑신정변이 일어나자 1884년 12월 고종은 그에게 귀국하라는 친서를 보냈다. 1885년 1월 고종의 친서를 받고 귀국길에 올랐다. 1885년 대서양을 건너 영국, 포르투갈, 프랑스, 독일, 네덜란드 등 유럽 여러 나라를 여행, 시찰하고 수에즈 운하와 홍해를 구경한 뒤 배편으로 인도양을 건너 싱가포르에 왔다가 필리핀, 마카오, 홍콩, 일본을 거쳐 귀국하였다.

### 정치 활동과 개혁, 계몽 운동

#### 귀국과 감금, 정치 활동
1885년 12월 귀국길에 싱가포르에서 필리핀과 마카오, 홍콩을 경유해서 일본 도쿄에 내려 일본에 잠시 체류하였다.
개화당의 박영효, 김옥균이 일본으로 망명하고 사대당의 천하가 되면서 개화 소장파 570명이 교수대의 이슬로 사라지자 유길준은 그저 망연할 뿐이었다. 이때 그는 김옥균, 박영효, 박중양을 만났는데 한성부에 돌아오자마자 개화당으로 몰려 체포되어 구금되었다. 귀국 직후 그는 박영효와 김옥균의 은신처를 자백하라며 고문을 당했지만 만난 적이 없다고 부인하였다. 그는 갑신정변에 연루되어 체포, 구금되었다. 정변 관련자인 김옥균, 서재필, 윤치호, 홍영식 등과 친하다는 죄목이었다. 감옥살이는 면하였지만 그는 우포도장 한규설의 집에 감금되었다.
유길준은 즉시 일본으로 건너가려고 했으나 포도대장이 왕명을 사칭, 집으로 불러 그를 암살하려고 했다. 그러나 그는 조금도 개의치 않고 태연하게 잠을 청했는데, 이때 조강하, 이교익이 백방으로 그를 비호하고 나서 죽음만은 면하고 백록동에 감금되었다. 1885년 봄, 우포도장(右捕盜長) 한규설의 주선으로 종로구 가회동 취은정으로 옮겨져 유폐, 연금생활을 했다. 한규설은 특별히 신뢰할 만한 사람을 붙여서 유길준을 감시한다는 명목하에 붙여두었다. 그 후 우포도장 한규설의 건의로 극형을 면하고 1892년까지 그의 집과 취운정을 오가며 연금생활을 하면서 《서류견문》집필에 몰두했다. 한편 그를 방문하는 윤치호, 이상재 등을 통해 그는 외부의 사정을 접하는 한편 영어와 일본어, 중국어에 두루 능통했으므로 정부의 대외관계에 관한 비공식 자문역할을 하기도 했다.
구금 기간에 기행문 형식의 국가 개혁 청사진이라고 할 수 있는 《서유견문》을 집필하기 시작해 1895년에 탈고했다. 김옥균, 박영효, 윤웅렬, 서재필, 윤치호 등의 도피 소식을 접하지 못한 그는 제물포항으로 들어갔고, 개화파의 일당으로 지목된 그는 체포되어 처음에는 포도대장 한규설(韓圭卨) 집에, 뒤에는 경성부 가회동 취운정(翠雲亭)으로 옮겨 7년간 감금당하였다. 그동안 〈서유견문 西遊見聞〉의 원고를 썼고, 1895년에 활자화되었다. 1892년 11월에 석방되었다. 한편 그가 한규설 등의 집에 유폐당한 것은 위안스카이의 박해를 피하기 위한 조치 라는 설도 있다.
그 뒤 1894년 3월 김옥균이 상하이에서 근왕파인 홍종우에게 암살당한 소식을 접했다. 김옥균이 암살당한 이후, 그의 시신이 국내로 압송되어 부관참시되어 토막난 것을 보고 그는 명성황후와 근왕파에 대한 반감과 복수심을 품게 된다. 동시에 김옥균의 암살에 동의, 또는 묵인한 조선 민중들에 대한 의구심과 회의를 품기 시작하게 된다.

#### 정부, 지식인 중심의 개혁론
서유견문의 출간을 통해 그는 뉴욕과 영국, 프랑스, 베트남에서 본 서양의 근대문명을 조선에 본격적으로 소개하고 조선의 실정에 맞는 자주적인 '실상개화(實狀開化)'를 주장하였다. 그리고 조선인들 스스로 개화 사상을 적극 수용하고 받아들여야 함을 역설했다. 유길준은 서양인을 미개한 오랑캐도 털이 난 야수도 아니며 선진 문명을 갖춘 인간 사회임을 주장하였지만 그의 주장은 터무늬없는 궤변으로 취급당했다.
또한 그는 서양의 사상 보다는 건축술, 의복, 제지기술, 의학 등의 기술을 우선적으로 받아들일 것을 역설했다. 그리고 정부와 지식인들이 주도적으로 나서야 한다고 하여 정부, 지식인들의 적극적인 개혁 동참을 지적하여 갑오개혁의 이론적 배경을 제시하였다. 1885년 3월 1일 영국이 러시아의 남하를 저지한다는 이유로 함대를 보내 거문도를 점령, 거문도 사건을 일으키자 그는 러시아, 영국, 청나라, 일본 등 열강이 조선에 야욕을 품고 있음을 지적하고, 열강이 보장하는 조선 중립화론을 제기하였으나 그의 주장은 대부분 묵살당했다.
1892년(고종 29년) 가택 연금상태에서 해제되었다. 그러나 비용 조달의 어려움과 수구파, 위정척사파의 연이은 탄핵, 규탄으로 서유견문 출간을 미루다가 1895년 4월 중순, 을미개혁 중에 일본 도쿄로 건너가 4월 25일 후쿠자와 유키치가 설립한 출판사 '교순사'에서 책으로 발간하였다.
당시 미국인 페인이 조선 정부에 전기 사용권을 14만원에 사들이기 위해 청원서를 제출했는데, 이 문서를 해독할 자가 없어 유길준이 이 일을 맡았다. 윤효정은 이때 '조선 조정은 전기가 나라의 보물인지 알지 못하고 그저 14만원이라는 돈에 현혹되어 페인의 요구를 들어주려 했다.'고 기록했다. 유길준은 정부에 이 문제를 자세히 설명하고 페인의 요청을 거절했는데, 이로 인해 그는 1894년 구치 감금에서 풀려날 수 있었다.
바로 한규설은 그에게 외무대신이 되어달라고 부탁했다. 그러나 그는 한규설의 외무대신 취임 권고를 거절하고, 집 안에서 칩거하면서 나라 돌아가는 형편을 예의주시했다. 1894년 6월 민씨 정권에서 동학농민운동 진압을 목적으로 끌어들인 일본군이 퇴각하지 않고 인천에서 버티자, 유길준은 일본군과의 협상을 위한 외무아문 주사 겸 통역관으로 특별 발탁되었다.

#### 을미사변 전후

##### 대원군파로 전향

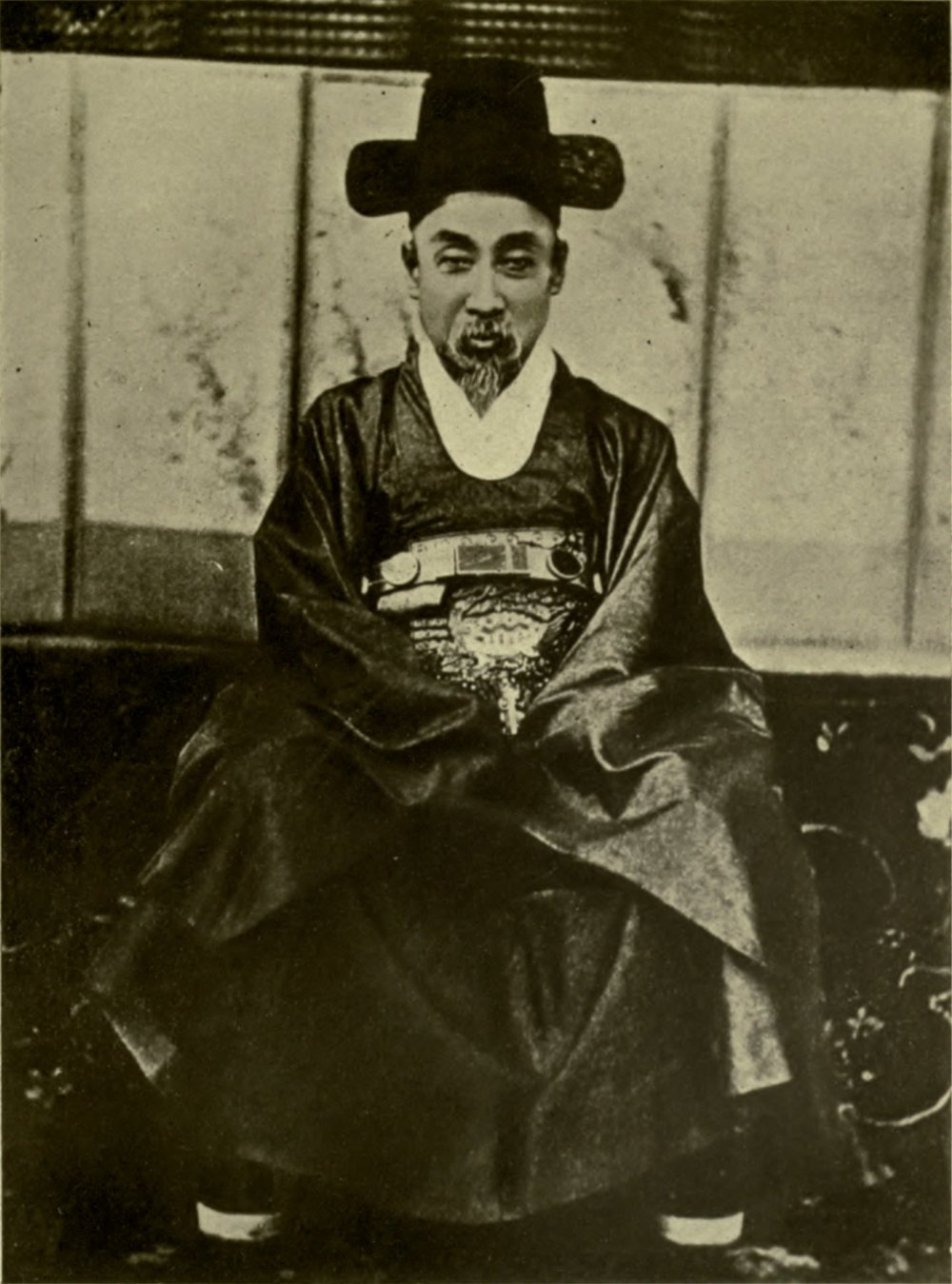
흥선대원군. 대원군은 자신의 손자 이준용을 통해 유길준을 포섭하려 하였다. 명성황후가 일부 급진개화파를 제거하려 하자 그는 대원군에 협조한다.

1894년 4월 갑오농민전쟁이 일어나 전라도 일대를 휩쓸자 명성황후와 민씨 정권은 청나라와 일본군에게 도움을 청하자 청나라 군, 일본군이 동학농민군 진압을 위해 출동했다. 동학농민군 진압을 위해 청나라군과 일본군을 끌어들이는 것을 본 그는 민비와 민씨 정권에 환멸을 느끼고 전향, 대원군파에 가담하게 되었다. 6월 고종으로부터 외무아문주사로 임명되고, 그에게 일본군과 접촉하라는 명령을 내렸다.
그러나 1894년 7월 22일 일본군은 도리어 경복궁을 점령하여 민씨정권을 타도하고 대원군을 앞세워 신정권을 수립하였고, 이때 민씨 일족들이 유배된 뒤 유길준은 외무참의에 임명되었다. 7월 23일 일본군은 내정개혁을 담당할 군국기무처(軍國機務處)를 설치할 계획을 꾸몄다. 유길준 역시 총리대신 김홍집(金弘集), 외무대신 김윤식, 탁지부대신 어윤중 등과 함께 대원군을 받들고 12월 17일 김홍집과 내무대신 박영효와의 연립내각이 성립되었을 때에도 역시 대원군을 지지하였다.
오래전부터 흥선대원군의 포섭대상으로 지목된 그는 대원군 측으로부터 수시로 교섭 제의를 받았다. 대원군은 군국기무처 내에 자기파인 박준양, 이태용, 이원경을 앉히고 이준용을 중심으로 유길준 등을 끌어들여 세력 확장에 주력하였다. 그 뒤 신(新)관제로 박영효는 내부대신, 그는 내부협판으로 임명되었으나, 1894년 민씨정권의 급진개화파 사살 계획을 접한 뒤, 1895년 7월 반역음모사건으로 박영효가 해외로 망명하면서 그는 신변의 위협을 느끼게 되었다. 흥선대원군은 손자 이준용을 통해 그와 계속 접촉했고 그는 대원군, 이준용과 함께 명성황후 제거를 결심하고 계획을 세운다.
그는 비밀리에 흥선대원군 측과 교류하다가 포섭되었는데, 명성황후 암살 사건 전후까지만 해도 개화파 인사들은 그가 대원군과 내통했거나 포섭되었다는 사실을 모르고 있었다.
그해 7월 갑오개혁이 시작되자 외무참의(外務參議)로 특별 발탁되어 조정에 참여하였다. 이어 내각서기관장(內閣書記官長)을 겸하였다.

##### 박영효의 명성황후 암살미수 폭로

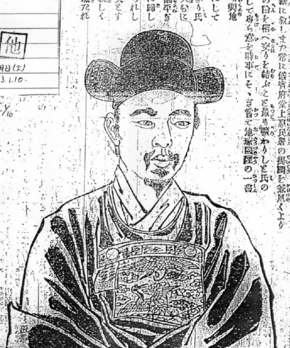
1883년 1월작 박영효 초상화

1895년(고종 32년) 7월 박영효는 명성황후를 암살할 계획을 세운다. 그런데 유길준이 이를 폭로하였다. 개화 이후로 고종은 밖으로는 일본의 견제를 받고 안으로는 군국기무처가 마음대로 하여 고종은 한 가지 일도 단독으로 결정할 수 없었다. 명성황후는 이를 분하게 여겨 점차로 군권(軍權)을 회복하기를 계획하여 러시아와 결탁하니, 박영효는 이를 우려하였다. 명성황후는 군국기무처의 일부 급진개화파가 독단하는 것을 두려워하였고 이들의 정책을 뒤엎을 기회를 찾았다. 이때 박영효는 단독으로 계략을 세워 왕비 암살을 계획하였다.
박영효는 왕후의 권모와 계략을 두려워 하여 암살을 감행하지 않으면 화근을 근절 할 수 없다고 생각하고, 1895년 7월 마침내 날짜를 잡아 계책을 정하고 일본에 병력을 요청하였다. 그는 유길준이 자기 와 친근 하다고 여겨 가만히 뜻을 알렸다. 그런데 유길준은 바로 박영효의 왕비 암살 계획을 임금에게 밀고했다. 박영효는 일이 유길준에 의해 누설된 것을 알고 양복으로 바꿔 입고 일본인의 호위를 받아 도성을 빠져 나와 용산에서 기선을 타고 도주한 것이다. 그의 일당 신응희(申應熙), 이규완 등도 따라 도주하였다. 박영효의 명성황후 암살 음모를 폭로한 유길준은 그 무렵 따로 대원군과 이준용의 왕비 암살 모의에 가담한 상태였다.
그러나 박영효 일파가 망명한 뒤 불똥은 유길준 등 다른 개화파 인사들에게도 튀었다. 그는 심각한 신변의 위협을 느꼈고, 대원군파의 왕비 암살 계획에 적극 호응하게 된다.

##### 교육의 필요성 설파 및 왕비 암살 계획
유길준은 갑오개혁을 주도하면서 교육의 중요성을 강조했다. 그는 계속 김홍집, 김윤식 등을 설득했고 그들로부터 신식 학교 유치와 신식 학제 도입을 약속받는다. 1894년 가을 군국기무처는 소학교, 중학교, 대학교, 전문학교, 외국어학교 설치를 의결했고 1895년 고종은 교육조칙을 발표했다. 미국에서 2년간 고교를 다닌 유길준은 하버드대에 진학해 국제법을 전공하려고 했으나 좌절되었다. 당연히 조선의 교육이 서구에 비해 크게 뒤떨어져 있음을 실감했을 것이다. 그는 근대화를 하려면 교육개혁을 해야 한다고 굳게 믿었고 교육을 위해 여생을 바쳤다. 현재 그가 세운 은로초교(서울 흑석동)에 존재하고 있다.
1895년(고종 32년) 7월의 박영효의 명성황후 암살 기도를 고종에게 폭로했지만 유길준은 유길준 대로 또다른 왕비 제거 계획이 있었다. 그는 '1894년 가을 명성황후가 개화당 모두를 제거하려는 계획을 꾸몄다'며 왕비 제거에 가담하게 된다. 한편 왕비 암살에 가담한 점에 대해 윤치호 등은 그의 시도가 잘못되면 그 역시 희생될 것이라며 만류하였으나 그는 명성황후의 제거에 동조하게 된다. 명성황후가 민씨 척족 세력의 실질적인 수장이자 비호 세력이라는 점에서 그는 명성황후 여흥 민씨의 제거를 당연한 것으로 여겼다. 그러나 그는 흥선대원군을 전적으로 신뢰하지는 않았다. 결국 흥선대원군과 관련된 이 불신(不信)은 결국 이토 히로부미와 미우라 고로의 배후로써 명성황후를 시해하는 최악의 어부지리(漁父之利)를 제공하였다.

##### 명성황후 암살 가담, 협조

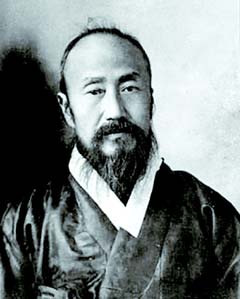
유길준의 친구 윤치호. 그러나 윤치호는 그를 명성황후 암살의 협력자라고 기록해놓았다.

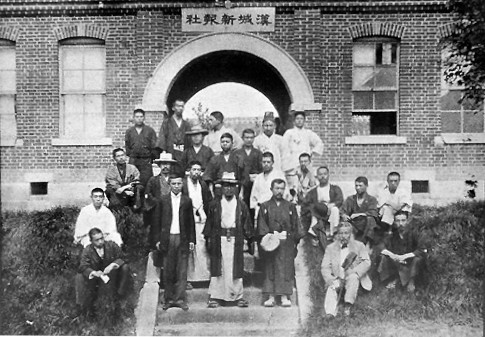
을미사변을 일으킨 일본인 낭인들(한성신보 사옥 앞에서)

1895년 10월 8일 일본 낭인들이 제물포항을 통해 조선으로 입국하자 유길준은 대원군과 함께 낭인들에게 협조하였다. 한편 윤치호는 그의 일기에서 명성황후를 암살한 일본 낭인들의 지휘자 중 한사람이라고 지목하였다. 명성황후가 암살당할 무렵 윤치호는 유길준과 일본인 이시츠카가 사건의 전말을 눈치채지 못하게 할 의도로 저녁 식사에 자신을 초대한 것이라고 주장하였다.
유길준은 대원군이 명성왕후 암살의 한국인 주동자라고 지목하였다. 유길준은 명성황후를 '세계에서 가장 나쁜 여성'이라고 혹평하였으며 명성황후를 폴란드의 메리 여왕(잉글랜드의 메리 1세의 착오), 프랑스의 마리 앙투아네트보다도 더 사악한 여성 이라고 했다. 그리고 비판 사유로 당시 백성들 사이에서는 국왕은 일개 인형이고 왕비는 그 인형을 갖고 노는 사람이라는 시중의 소문을 근거로 제시하였다.
그리고 그는 1894년 가을 명성왕후가 개화당 모두를 제거하려는 계획을 꾸몄다가 대원군의 첩보망에 발각되었고, '대원군은 일본공사 오카모토와 협의 끝에 일본인들로부터 약간의 도움을 얻어 그녀를 죽이기로 결정하였다.'는 것이다. 미국인 은사 모스에게 보내는 편지에서 유길준은 명성왕후 암살은 실행되었지만 대원군이 명성왕후 암살 문제를 일본공사와 협의하고 일본측에 약간의 도움을 요청한 것은 큰 실수였다고 지적하였다. 그러나 유길준은 '도움을 얻기 위해서는 달리 방법이 없었다.'는 의견도 덧붙였다.

#### 을미사변 직후
10월 8일 왕비가 암살당하자 김홍집은 자결하려 하였다. 때마침 김홍집을 방문했던 유길준은 그럴 필요 없다며 김홍집을 극구 말렸다.
| “ | 대감 좀 고정하십시오. 대감께서 돌아가신다 해서 모두가 수습된다면 모르지만 왕비는 이미 참변을 당했고 사태는 벌어졌습니다. 우리가 거꾸로 일격을 당한 셈이 되었습니다. 그러나 우리가 이 사태를 수습하는 데 노력하는 것도 충절이 될 것입니다. 대감께서는 그 뒤에 가서 돌아가셔도 늦지 않으니 제발 좀 고정하시고 심사숙고해주시기 바랍니다. | ” |

| “ | 유공 그대가 말하는 뜻은 다 알아요. 하지만 우리는 지금까지 우리나라의 보전과 개혁을 위하여 모든 굴욕을 참아오지 않았습니까? 그러나 이번 사태만은 절대로 저들을 용서할 수가 없어요. 세록지신으로 또 일국의 중신된 자가 국모의 참변을 보고 어찌 살아서 폐하와 만백성을 대할 수가 있겠습니까? 나는 유공의 처지와 다릅니다. 유공은 어떤 난국이라도 극복해서 앞으로 이 나라를 건져야 할 사명이 있지만 내가 할 일은 이제 내 스스로 죽는 일 박에 아무것도 없습니다. | ” |

유길준은 어렵게 김홍집을 설득하여 자살하려는 것을 말리고 대궐로 데려갔다.
1895년 10월 9일 민비 암살사건이 일어난 뒤 친일 내각에 의해 내부대신 서리에 임명되었다. 이때 그는 단발령을 다시 강행한다. 그는 고종에게 단발령의 유용성과 위생성을 역설했고 고종이 이를 수용하면서 고종은 정병하가, 황태자 척은 유길준이 직접 단발하였다.
10월 중순 을미사변 직후 각지에서 왕비 암살에 대한 의혹과 반발 여론이 심화되자, 그는 사건의 뒷수습을 위해 주조선 일본 공사 이노우에 가오루(井上馨)와 접촉하여 사후 대응책을 토론하였다. 이어 그는 단발령을 내무부고시로 공포하여, 관리들에게 칼과 가위를 들고 돌아다니면서 도성에 출입하는 사람들의 머리를 강제로 자르게 했다.

#### 갑오, 을미경장과 체제개편 운동

##### 갑오, 을미경장기 활동

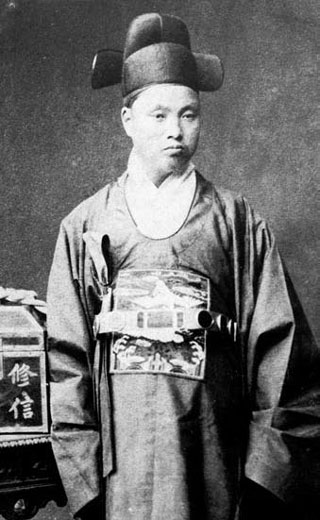
김홍집

1894년 7월 갑오개혁 때 외무참의에 임명된 뒤 외무아문참의겸군국기무처회의원(外務衙門參議兼軍國機務處會議員), 의정부도헌(議政府都憲)과 내각총서(內閣總書) 등을 지내고, 1895년 김홍집(金弘集) 내각의 내무협판(內務協辦)을 역임하였다. 이 무렵 그의 부탁을 받은 박영효는 서재필을 설득하여 귀국하게 한다. 유길준 또한 서재필을 초빙형식으로 귀국시키는데 노력하였다. 12월 17일 김홍집과 내무대신 박영효의 연립내각이 성립됐을 때에도 내무협판에 유임되었다. 내무협판이 되자 그는 태양력 사용, 종두법 실시, 우체국 설치, 전화국 설치, 소학교 설치, 서양식 병원(양의 병원)의 유치 등을 추진하였다.
유길준은 러시아와 영국 등을 견제하기 위해서 일본과 미국의 신 기술과 사상을 도입할 것을 적극 주장하였다. 그리고 신 내각에 반러 세력을 적극 등용할 것을 주장했다. 러시아에 기대려 했던 민씨 척족의 정적들이었던 김옥균, 박영효, 유길준 등 개화파들이 “러시아 백인의 남하를 저지하기 위해 같은 황인종인 일본의 도움이 필수”라는 논리를 전개하여 정치적 부일 협력의 뒷받침으로 삼았다. 그 뒤 윤치호가 편집한 시절의 <독립신문>에서는 ‘황인종의 보루 일본’을 “황인종이 앞으로 나아갈 움싹이며 법률과 정치를 바르게 할 거울이며 도적을 물리칠 장성”이라고 극찬했다(1899년 11월9일치 논설). 유길준은 후에 일본으로 망명 중에도 독립신문에 칼럼을 통해 이같은 견해를 되풀이하였다.
동시에 그는 민씨 척신 세력이 일가 친족끼리 족벌체제를 형성하여 나라를 부패의 구렁텅이로 몰고갔으니 그들을 대역죄로 다스릴 것을 상주하였다. 그는 개혁의 원활한 수행을 위해서 일본의 어느 정도의 협조를 구하는 것은 대세라고 주장했다. 그의 대러시아 강경론과 척신 세력에 대한 엄벌론에 대해 총리대신 김홍집은 부담스러워하였다. 김홍집은 척신세력 처벌 문제와 대러시아 강경론에 대한 확답을 주지 않고 회피하였다.
그는 또 신문사의 설립을 고종에게 상주하였다. 훗날 서울대학교 사회학과 명예교수 신용하에 따르면 갑신정변이 민중의 지지가 결여되었기에 실패했던 교훈을 되새긴 유길준은 민중을 계몽하는 사업으로 신문 창간이 절박했다. 갑오경장이 개화파 내각의 주도로 제도 개혁을 하면서 일본측의 한성신보에 대항할 신문을 만들 한국인을 물색했는데, 그가 서재필이었다.는 것이다. 그에 의하면 유길준은 유길준 대로 개혁과 민중을 계몽하는 사업으로 신문 창간이 절박했고, 일본은 일본 대로 1895년 무렵부터 조선에 신문 창간을 후원한다는 명목으로 신문 개설을 권고하였고, 이에 내부대신 유길준은 미국인으로 귀화하여 의사 생활을 하던 필립 제이슨을 초빙하기에 이르렀다는 것이다.

##### 징병제 건의와 무산
유길준은 1894년 12월에 반포된 홍범 14조의 초안을 직접 작성하였다. 홍범 14조 중 제12조에서는 “징병법을 적용하여 군제의 기초를 확정한다”라고 징병제의 시행을 예고하였다. 이렇게 징병제의 실시가 예고된 것은 당시 갑오경장을 주도한 유길준 등 개화파 관료들이 군제개혁의 일환으로 추진한 것이다. 유길준은 징병제와 징집의 필요성을 고종에게 역설하였다. 유길준은 “징병제가 곧 국민을 만든다”는 주장을 하였다.
그러나 개화파 관료들과는 달리 고종은 징병제에 부정적인 반응을 보였다. 군사력의 존재이유를 국토방위보다는 왕권유지를 위한 것으로 보았던 고종은 용병제로 모병한 병사들이 국왕에 대한 충성심이 더 강하다고 보았다. 더구나 동학농민전쟁 등을 거치면서 민(民)을 극도로 불신하게 된 고종으로서는 농민층이 주요 구성원이 되는 징병제를 검토할 의사가 없었던 것이다.
고종은 민에 대한 불신을 거두지는 않았지만, 대한제국 수립시 청나라에서 일어난 의화단의 난으로 정세가 복잡해진 상황에서 한때 징병제를 검토하게 된다. 고종은 1903년 3월 징병제 실시에 대한 조칙을 반포하였다. 고종이 추진하려 한 징병제는 국민개병적 성격을 지닌 징병제가 아니라 전통적인 병농일치제의 부활이었다. 군주나 국가에 의한 막대한 인적·물적인 자원 동원을 요하는 징병제도의 경우 최소한 묵시적으로라도 자원제공자들의 동의가 요구되었다. 그러나 고종이 생각한 병농일치의 징병제는 근대민족국가의 수립을 위한 정치체제의 개혁을 전제로 하고 있지 않았다. 대한제국 시기에 징병제는 끝내 실시되지 못하였다.
그러나 유길준의 징병제 주장은 일제강점기의 조선총독부와 대한민국 국군의 징병제, 징집 제도에 영향을 주었다. 후일 성공회대학교 교수 한홍구는 '징병제가 실시되었다고 해서 국권을 수호할 수 있었을지는 의문 '이라는 부정적인 평가를 내리기도 했다. 오슬로 대학교 교수 박노자는 '역사에 가정법이 없겠지만 만일 대한제국이 고종의 전제왕권 국가로 남아 있었다면 그 지배자들이 스스로 일본식 경찰·군사 국가제도를 도입해 대중의 군사주의적 훈육을 시도하지는 않았겠는가?'라는 의혹을 제기하기도 했다.

##### 서유견문 간행과 보급
그는 각종 저서와 계몽 강연을 통해 서구의 의학, 교육 등 신문명의 존재와 민주주의, 자본주의 등을 소개하였다. 1895년(고종 32년) 4월초, 을미개혁이 진행되는 중 유길준은 부산항에서 배편으로 일본 도쿄로 건너갔다. 4월 25일 후쿠자와 유키치가 설립한 출판사 '교순사'에서 서유견문 1천부를 인쇄한다. 서유견문의 원고를 며칠간 읽어본 후쿠자와 유키치는 특별히 돈을 받지 않고 자부담으로 서유견문을 1천부 인쇄, 발행해 주었다.
유길준은 서유견문을 통해 자신이 여행한 국가들과 세계에 어느 나라가 어디에 있다는 것에 대한 간략한 소개, 그 나라의 사회적 분위기를 설명하고, 정치제도의 실제를 소개하고 당시를 풍미했던 정치이론들을 소개하였으며, 각 국가사회별 경제, 역사, 학문, 지리 등을 서술, 소개하였다. 그러나 전문용어나 어려운 용어를 사용하지 않고, 한글로 표현할 수 있는 부분은 한글로 표현하여 국한문 혼용체로 썼다. 그는 서유견문은 1천 부를 발행, 그해 5월초 배편으로 국내에 반입하여 판매하지 않고 조정의 고관과 유력인사들에게 무료로 배부하였다. 그는 후쿠자와 유키치의 서양사정처럼 자신의 《서유견문》도 책을 많이 출판하여, 글을 읽을 줄 아는 지식인과 조선 사람들이 많이 읽고 크게 자극받고 개화 계몽에 동참하기를 원하였다. 그러나 《서유견문》은 대부분 외면당하거나 소각당하거나 버림받았다.
국내의 수구파와 위정척사파는 유길준의 《서유견문》을 괴이한 사상을 담은 서적이라고 규탄했고, 노론 위정척사파 외에도 영남 남인들도 그가 해괴한 사상으로 혹세무민한다고 1895년 5월부터 연일 탄핵 상소를 올렸다. 1896년(고종 33년) 2월 고종의 아관파천으로 유길준이 일본으로 망명한 뒤에는 사상적 금서(禁書)로 지정되어 독서 조차 금지되었다.
1895년(고종 32년) 7월의 내란 음모사건으로 박영효가 피신, 일본으로 망명하자 유길준은 내무협판으로 내무대신서리를 겸직하였다.

##### 단발령 강행
1895년 12월 30일, 백성들의 반대에도 불구하고 단발령을 선포한 고종은 태자 순종과 함께 당일로 단발을 하였다. 국왕으로 하여금 먼저 모범을 보이도록 하여, 백성들에게 단발을 강행하려는 구실로 삼으려는 의도에서였다. 내무대신서리 유길준은 고종에게 단발을 상조하였고, 고종은 농상공부 대신 정병하(鄭秉夏)를 시켜 "내 머리를 깎으라"며 자신의 머리를 깎게 했다. 이어 유길준이 태자의 머리를 깎았다.
12월 30일 오후 유길준은 내부고시(內部告示)를 통해 당일로 전국 방방곡곡에 일제히 단발령을 포고하였다. 유길준은 바로 관리들로 하여금 가위를 들고 한성부의 거리나 4대문, 4소문 등 도성에 들어오는 성문 등에서 백성들의 머리를 깎이도록 지시하였고, 유길준 자신도 백성들의 단발 과정을 지도, 감독하였다. 이어 그는 단발에 저항하는 자는 강제로 머리를 깎도록 지시한다. 그와 동시에 그날 밤부터 12월 31일 아침에 걸쳐 정부 각부의 관료와 이속, 그리고 군인, 순검 등의 관인들에게 우선적으로 단발을 단행하였다. 단발의 명을 받은 관리들 중에서도 차마 머리를 자르지 못하는 자가 많았다. 유길준은 직접 가위와 칼을 동원해, 관료들의 팔다리를 잡게 한 뒤 머리카락을 손수 잘랐다. 12월 29일 유길준은 시위대와 일본군을 대궐 주변에 상주시키고 대포를 설치하여, 단발령 반발에 대한 만일의 사태에 대비하였다.
1896년 초, 유생들의 단발 반대 상소가 빗발쳤다. 이에 유길준은 최익현의 체포를 지시한다. 유길준은 유생들의 단발에 앞서, 유림들과의 몸싸움도 불사하고 최익현(崔益鉉) 체포를 위한 순검 1개 부대를 보냈다. 그는 단발령 반대 여론을 주도하던 노론유림의 거두 최익현을 경기도 포천군 영평 집에서 체포하여 투옥시켰다. 유길준은 직접 최익현에게 내부 고시문을 보이면서 직접 가위를 들고 법령대로 단발을 강행하겠다 하자, 최익현은 "내 머리는 자를 수 있을지언정 머리털은 자를 수 없다."고 질타하며 몸부림쳤다.
단발령 공포로 춘천·원주 지방에서 의병이 봉기함에 따라 서울을 지키는 군대가 대부분 지방에 내려가고, 1896년 2월 11일 아관파천으로 내각이 무너지자 그는 일본으로 망명했다. 그는 가족들을 피신시킨 뒤 1896년 2월 비밀리에 일본으로 건너갔다.
1896년 서재필, 윤치호의 독립신문 창간을 적극 지지·후원하였고, 내무부 대신에 올랐으나, 그해 2월 고종의 아관파천(俄館播遷)으로 내각이 해산되자 일본 공사관에 피신, 겨우 목숨을 건지고 일본에 망명했다. 일본에 체류중이던 그는 독립협회의 결성 소식을 접하고 직접 참여하지는 못하였으나 서재필, 윤치호 등 지인과 연락통을 통해 독립협회의 활동에도 참여하였다.

##### 양복 공식화 공표
1895년 음력 11월 단발령 공포와 동시에 양복의 국가적 보급화에도 앞장섰다. 그해 11월 그는 단발령 공포와 동시에 양복을 제도로서 허용하고 국가 차원에서 입게 했다. 양복 정장과 연미복, 코트 등의 옷을 본 조선의 사대부들은 이상한 옷을 입는다, 옷이 몸에 헐렁하지 않고, 덜 헐렁하거나 딱 맞는 것을 두고도 경박하다며 비방하였지만 유길준은 상관하지 않고 양복 착용과 구두 착용에 앞장섰다.
양복이 활동에 편리하다는 것을 인식하자, 얼마 뒤 경성의 관료, 지식인층 사이에서는 양복 착용자가 늘게 되었다. 이후 짚신이나 고무신이 아닌 구두와 운동화도 시중에 보편화되었다.
11월부터 그는 양복의 착용을 허용하는 한편 양복 착용을 적극 권고, 독려하였다. 옷소매가 짧고 활동하기 편하다는 것이 그의 지론이었다. 제4차 김홍집 내각의 내무대신으로 입각한 유길준이 단행한 개혁조치 중 단발령과 함께 내부고시로 의복 제도에 대해 외국제를 사용해도 무방하게 함으로써 제도적으로 양복이 공인되었다.

#### 아관파천 전후

##### 불심 검문 강화

독립신문 초판

1895년 말부터 누군가 고종을 아라사 공사관으로 피신시킬 계획을 세웠다는 소문이 유포되었다. 유길준은 바로 궁궐 방문자가 누군지 체크하도록 수문장과 내관들에게 지시했다. 한편 그는 서재필의 귀국 운동을 추진했고, 1895년 12월 서재필의 귀국을 성사시킨다. 이후 그는 박정양, 김윤식을 비롯한 조정 대신들을 여러차례 설득, 신문 발간을 성사시킨다. 그는 1896년의 순한글 독립신문의 발간을 지원했다. 그러나 유길준은 신문 발간을 보지 못하고 아관파천으로 일본으로 망명하게 된다.
각감 이모는 온갖 지혜를 짜내가며 고종을 모시고 대궐을 빠져나갈 궁리에 몰두했다. 그러나 조정 대신들의 의심이 날로 더해갔다. 궁중의 저녁 무렵에는 통행금지가 엄했는데, 야간에는 수백 명의 순사가 궁궐 담장과 문과 각 쪽문을 물샐 틈없이 지켰다. 고종을 빼돌리려는 시도가 있다는 정보가 입수되자 유길준은 엄명을 내려 통제를 강화한다. 이때 여자 관원의 출입이라도 가마의 주렴 가리개를 걷어 올리고 안을 꼼꼼히 확인한 후에야 통행을 허락했는데, 이러한 조치를 내린 총책임자는 내부대신 유길준이고, 경무사 권영진이 실무 집행 책임을 맡고 있었다.
1896년 2월 10일 각감 이모는 사촌누이동생인 이상궁이 봉서(封書) 담당 나인이었는데, 사촌남매 간에 고종이 궁에서 빠져나오게 할 계획을 세웠다. 그녀는 낮에는 궁의 일로 시간을 낼 수 없어 밤 12시에 본가의 어머니를 보기 위해 나간다는 핑계로 가마를 타고 궁궐을 나섰다. 이때 문을 지날 때마다 파수꾼이 등불을 밝혀 들고 주렴을 걷어 올린 다음 안을 샅샅이 감시했다. 유길준이 직접 이 상궁의 동태를 의심해서 그녀의 가마 행차가 나갈 때는 직접 열어보기도 했다. 그러나 여러번 들춘 결과 이상궁이었다.
이렇게 하여 영추문까지 나갔다가 궁으로 돌아오기를 여러 차례 반복하자, 세 번째부터는 이 각감이 수행하는 가마는 으레 이 상궁인줄 알고 수색을 하지 않았다. 그 다음날 밤, 새벽 1시 경에 고종은 이 상궁의 가마에 올라탄 다음 동궁을 알몸으로 포대기에 싸서 옷보자기와 같이 끌어안았다. 옥새를 챙긴 것은 물론이다. 이렇게 하여 대궐의 쪽문과 영추문을 통과해 금천교에 이르니 다른 가마가 대기하고 있었다. 고종과 동궁은 가마를 바꿔탄 후 내수사 앞길을 거쳐 새문고개에 다다르니 이범진 등이 나와 영접해 모셨다. 뒤늦게 고종의 탈출 사실을 유길준은 당황해한다.

##### 아관 파천

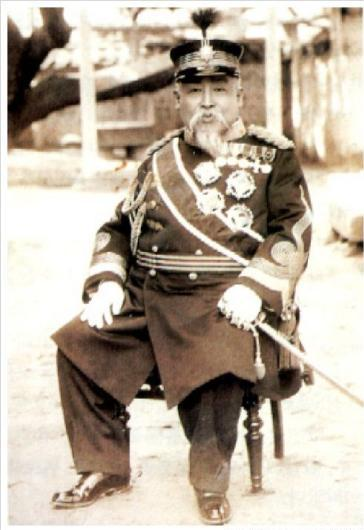
완흥군 이재면
(고종의 친형이었으나 흥선대원군이 이준용을 추대하려 했었기 때문에 고종과 사이가 좋지 않았다.)

1896년 2월 11일 고종과 황태자 일행이 러시아 공사관에 도착하자 웨베르 공사는 크게 기뻐하며 달려나와 고종을 맞이했다. 동 2월 11일 고종이 왕명으로 유길준, 조희연(趙羲淵), 장박(張博), 권영진(權濚鎭), 이두황, 우범선, 이범래(李範來), 이진호(李軫鎬) 등에 대한 체포령을 내렸다. 2월 11일 밤 고종은 경무관 안환(安桓)을 부른 후 총리대신 이하 현 내각의 대신들을 모초리 체포하라는 칙명을 내린다.
2월 10일부터 숙직이었던 궁내부 대신 이재면은 왕이 대궐을 빠져나간 사실을 보고받고 크게 놀라 안색이 창백해지면서 사지를 부들부들 떨었다. 그가 황급히 내각 대신들이 합숙하고 있는 수정전으로 달려가니 새벽이라 대신들은 아직 잠자리에서 일어나지 않은 상태였다. 이때는 고종의 탈출 사실을 안 유길준만이 초조해하며 안절부절하였다. 이재면이 그대로 고종이 대궐을 빠져나갔다고 전하자 대신들은 안색이 흙빛이 되어 서로 얼굴만 바라볼 뿐이었다. 이때 내부대신 유길준이 이재면을 호되기 질책했다.
| “ | 궁내대신으로서 왕이 어디로 간 줄도 모르는 주제에 무슨 낮짝으로 와서 보고하느냐? | ” |

그러고는 오른손을 높이 들어 이재면의 왼뺨을 철썩 내리쳤다. 그가 다시 소리쳤다. "지금 즉시 임금을 찾아 놓지 않으면 당장에 네놈의 목을 벨 것이다!" 그러자 이재면은 '궁궐 문의 파수를 책임진 사람은 내부대신(유길준)이 아니오?'라고 반문하였다. 그 말이 끝나기도 전에 왕명을 받은 경무관 안환이 벼락같이 순사들을 이끌고 들이닥쳐 내각의 대신들을 모조리 잡아들이라는 어명을 전했다. 그리고 우선 총리대신 김홍집과 농상공부대신 정병하를 잡아 가마에 싣고는 순사 여덟명이 그들을 에워싸 호송했다.

##### 체포와 탈출

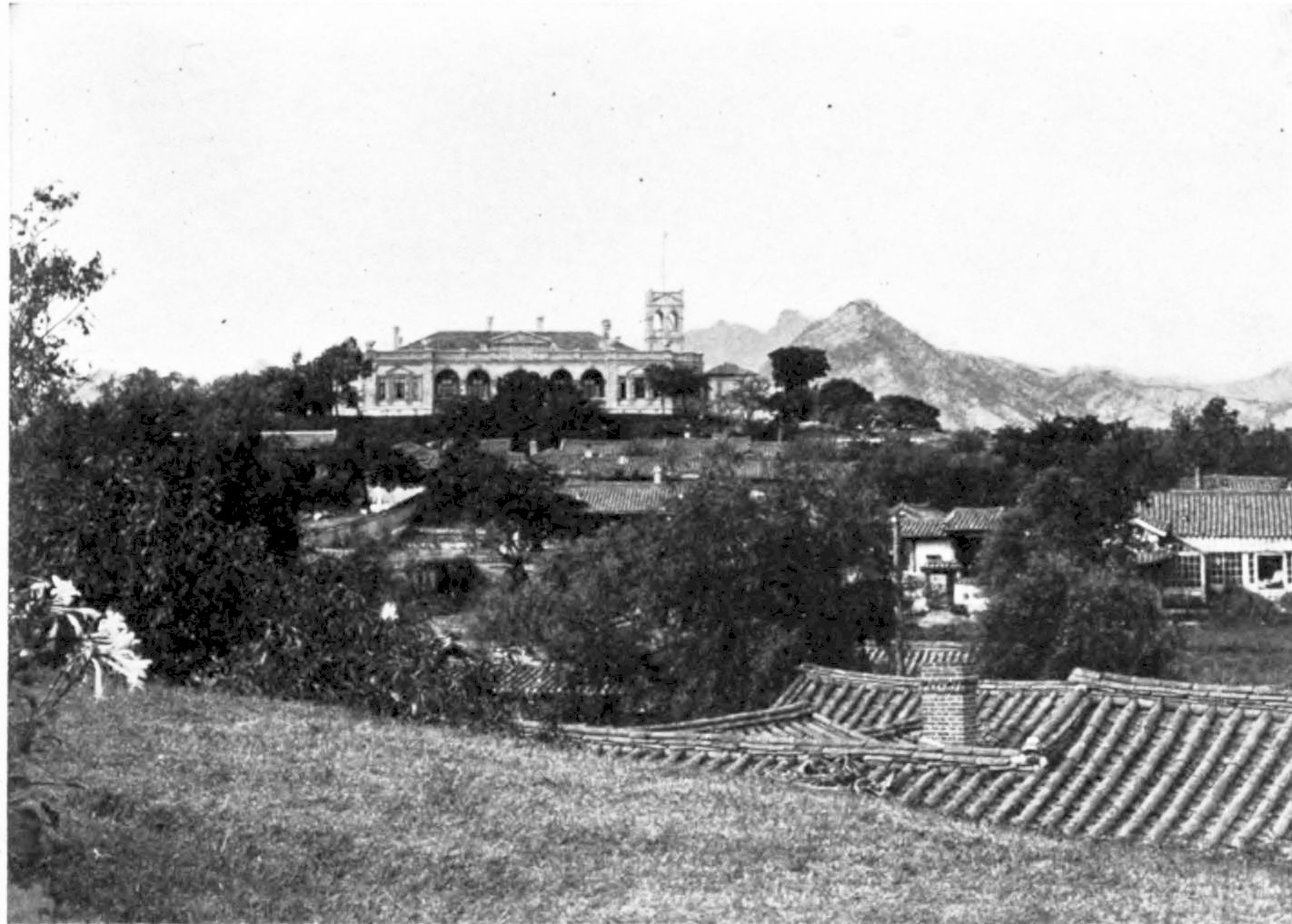
러시아 공사관 (1900년경)

2월 11일 저녁, 대신들은 포승줄로 결박당하지 않고 순사가 가마 안에 손을 넣어 죄인의 손을 단단히 잡은 상태로 경무청으로 향했는데, 이때 수정전 앞뜰은 경무청 순사들로 가득찼다. 내무부대신 유길준과 군부대신 조희연, 법부대신 장박, 경무사 권영진은 한꺼번에 붙잡혀 가마에 오를 것을 재촉받으니, 유길준은 태연하게 대응했다. 한편 죽음을 두려워하는 대신들을 보고 유길준은 한심하다며 그러고도 국녹을 받을 자격이 되느냐며 질책한다.
| “ | 왕의 칙명을 받은 죄인이니 가마를 타고 가는 것은 당치 않다. 걸어서 가는 것이 옳다. | ” |

그는 걸어서 뜰로 내려서니, 나머지 조희연, 장박, 권영진 등도 뒤를 따라 걸었고, 순사 수십 명이 그 뒤를 따랐다. 걸어서 일행이 광화문을 나서서 해태 석상 앞에 다다르니, 이미 일본 병영으로 사용되고 있는 삼군부와 문 앞에서 파수를 보는 일본 병사들의 모습이 보였다. 이때 유길준이 우리를 뛰쳐나간 토끼처럼 뛰어서 달아나며 일본 병사에게 "도움을 청하노라"며 크게 소리쳤다
그러자 일본 병사가 나와 유길준을 부축해 병영 안으로 들어가서는 문을 차단해버려 뒤쫓던 호송 순사들이 감히 들어서지 못하고 우왕좌왕했다. 일본 병영에 들어간 유길준은 조희연, 장박, 권영진 세 사람의 구원을 청하니 곧 일본 병사 여러 명이 나와 순사가 붙잡고 있던 세 사람을 막무가내로 빼내 삼군부 안으로 들였다. 그리고 뒤쫓던 조선 순사들을 몰아낸 뒤 이들을 삼군부 뒷담을 넘어 피신하게 했다. 이어 그들은 일본 영사관 경찰들의 호송을 받으며 인천항으로 가서 배를 타고 출항, 일본 도쿄로 망명하였다. 한편 일본에서 김홍집과 정병하의 처형 소식을 들은 유길준은 고종과 왕실에 대해 분개하였다.

#### 일본 망명 생활

##### 망명생활 초반과 피습
1896년 2월 12일 일본 도쿄에 도착한 그는 후쿠자와 유키치와 그 문도들의 도움으로 은신처를 마련하였다. 이때 그는 절대 정치적인 글을 쓰거나 분노를 표출하지 말 것, 신변의 위협이 가해지면 즉시 연락할 것을 주문받았다.
윤효정에 의하면 '망명객 중 현상금이 많이 걸려 있던 인물은 유길준, 우범선, 구연수 이 세 사람으로, 이 세 사람의 머리 값은 무려 20만 원이었다.' 한다. 조선 조정에서는 명성황후의 암살범으로 지목된 이들을 어떻게든 사살하거나 체포해 오면 20만 원의 현상금을 주겠다고 공포하였다.
유길준은 수시로 조선 조정에서 보내는 자객의 위협에 시달려야 했다. 한편 부산감리 이명상은 이 막대한 현상금에 현혹되어 부하를 은밀히 일본에까지 보냈는데, 유길준은 멀리 하치조 섬으로 도망가고, 구연수는 박영효의 부하가 되어 삼지탄광의 광부가 되어 숨었으며, 우범선은 동분서주하며 화를 면하다가 끝내는 자객의 칼에 생을 마감했다. 대한제국 정부에서는 자객을 파견했고 그는 은신 생활 내내 그는 일본인 경호원을 고용하여 항상 대동하였다.
한편 그는 일본 체류중에도 독립신문에 원고를 송고하여 칼럼을 발표하기도 했다. 유길준은 일본의 목욕탕 문화를 보고 <독립신문>에 공중목욕탕 등 위생시설을 개량하자는 주장을 제기하기도 했다.
일본 도쿄에 도착해 체류중이던 2월 15일 고종은 유길준 등에 대한 참수명령을 내렸다.

##### 일본 망명과 은신, 저술 활동
그가 일본 체류중이던 1897년에도 김운락(金雲洛), 채광묵, 김석구 등이 계속해서 유길준, 이두황, 박영효, 이진호 등을 사형에 처하라는 상소를 계속 올렸다. 그는 변장한 후, 일본 도쿄 내에서도 조선인들의 눈에 띄지 않는 곳에 은신해 생활하였다.
일본에 머무는 동안 그는 도쿄 등을 통해 일본으로 들어온 서구의 서적을 구하여 탐독하는 한편 여러권의 저서를 집필하였고 일본육사를 졸업한 사관들과 혁명일심회를 조직하였다. 일본 망명 중 그는 독립신문 1897년 10월 16일자 에 실린 미국을 소개하는 기사를 접한다.
이 나라에서는 의리로 주장을 삼고 정치상과 권리상에 모든 일들을 천리와 인정에 합당하게 만든 풍속과 사업이 많은 고로 천복을 받아 지금 이 나라가 부하기로 세계에 제일이요, 화평한 복을 누리기로 세계에 제일이라.

당시 미국을 공평하고 예의를 숭상하며 영토욕이 없는 정의의 나라로 보는 시각이 팽배했었다. 그러나 그는 미국에 대한 지나친 이상주의를 경계하였다. 미국 역시 자국의 이익을 추진하는 것이 우선이라는 것이 그의 지론이었다.
미국은 우리의 위급함을 반드시 구해주는 우방으로 믿을 바 못 된다.

그는 외국 세력에 대한 맹신과 맹목적인 비판은 위험하다고 봤다. 유길준은 미국은 통상 상대에 불과할 뿐이며, “위급함을 반드시 구해주는 우방으로 믿을 바 못 된다”고라 일갈하여, “약자를 돕는 정의의 나라”라는 미국에 대한 동시대인들의 피상적 인식에 경종을 울렸다. 미국도 자국의 이익에 부합하지 않는다면 조선을 도울 이유가 없다는 것이 그의 견해였다. 을사조약과 가쓰라-태프트 밀약 이후 미국에 대한 그의 의혹은 한층 더해갔다. 한편 그는 일본육군사관학교 출신의 한국인 청년장교들이 조직한 일심회(一心會)와 연결을 추진, 이들과 함께 쿠데타를 기도한다. 이러한 그의 음모 계획이 번번히 수포로 돌아가고, 이것이 조선으로 알려지면서 일본과 조선 양국간의 외교 분규로 비화된다.

##### 정변 기도와 실패
1895년 말부터 그는 일본내 한국인 청년 유학생들을 대상으로 강연, 고종의 무능함을 역설, 고종 집권 이후의 부패상과 임오군란, 동학 농민 운동 등이 발생하였음을 역설하였다. 그는 이들 청년 유학생들 일부를 규합하여 고종을 양위시키고 의친왕을 추대하고 입헌군주제 형식의 새로운 내각 수립을 계획하였다가, 이를 엿들은 인천의 거부 서상집(徐相潗)의 폭로로 계획은 수포로 돌아가게 된다. 일본 체류 중 그는 박영효, 윤치호, 이준용 등과 꾸준히 서신연락을 주고받으며 국내외 정세를 접하였다.
1897년 그는 2년간 집필한 저서 서유견문을 탈고한다. 탈고 후 그는 미국인 은사 모스에게 편지를 보낸다.
이 책은 제가 긴 연금(軟禁) 생활기간에 집필한 것으로서 1895년 일본에서 출판되었습니다. 저는 우리나라 국민들의 바깥세상에 대한 견식을 넓히기 위해 이 책을 무료로 배포하였습니다.

1897년 6월 7일자 미국인 모스에게 보낸 영문서한

그는 미국인 교수 에드워드 모스와 국내 인사로는 서재필, 윤치호, 박중양, 이상재, 박정양, 김윤식 등과 꾸준히 서신을 주고 받으면서 그들을 통해 국내 정세를 입수하였다. 내용의 탄로를 두려워하여 그는 일본어나 중국어, 영어로 편지를 보냈다.
이 기간 중 조선 국내에서는 그를 사형에 처하라는 여론이 조성되었다. 1898년 12월 최익현은 유길준과 서재필, 김윤식(金允植)의 무리를 사형에 처할 것을 상주하기도 했다. 이후 최익현과 그의 문도들은 유길준과 개화파 인사들을 명성황후 시해의 주범이며 온갖 서구의 야만적 정책을 도입하느라 사회를 도탄에 빠뜨리고, 인륜을 어지럽혀 금수사회로 만들었다며 규탄하는 상소를 계속 연이어 조정에 올렸다.

#### 일본 유배 생활
1900년(광무 3년) 일본 육군사관학교를 졸업한 조선인 청년들 몇 인을 모아 혁명혈약서(革命血約書)를 작성하고 환국 공작 폈으나 사전에 발각되어 실패하였다. 이 사건을 핑계로 대한제국 조정에서는 자객을 파견하여 일본 유학생들을 감시하는 빌미를 만들게 된다. 환국 공작이 실패하면서 그의 유배지는 다시 옮겨졌다. 그는 대한제국과의 외교 마찰을 피하려는 일본 정부에 의해 유길준은 일본의 남해 고도(孤島)인 하하시마 섬(母島), 오가사와라 섬(小笠原島), 하치죠시마 섬(八丈島) 등지에 감금, 유배생활을 했다. 이 때를 틈타 그를 제거하려는 조선인 자객이 나타나기도 했다. 그러나 일본 경찰의 각별한 보호로 무사하였다.
1900년 아오야마의 외인 묘지에 세울 김옥균의 묘비문을 이준용에게서 받아서 직접 돌에 새겼다. 아오야마의 외인 묘지에 서 있는 김옥균 묘와 비석에는 박영효가 비문을 짓고 이준용(李埈鎔)이 글씨를 쓴 것으로 되어 있지만, 실상 그 비문은 유길준이 쓴 것이다. 비문은 박영효가 지었고, 이준용이 글씨를 썼지만 이것을 돌에 직접 조각한 이는 유길준이었다. 훗날 대한민국의 역사가 겸 작가 신봉승은 이를 두고 '참으로 공교롭게도 이때 유길준은 조선에서의 또다른 쿠데타에 연루되어 일본 정부로부터 오사가하라 섬의 모도에 유배되어 있었다. 김옥균이 유폐되었던 바로 그 절해고도에서 김옥균의 비문을 써야 하는 유길준의 심정은 착잡함을 넘어서 아픔이었을 것이다.'라고 평하였다. 김옥균의 비문을 돌에 조각하면서 그는 통곡하였다. 유배생활 내내 그는 조선 조정과 민중에 대한 불신과 혐오, 적개심을 키웠다. 특히 그는 개혁자, 애국자를 사살하는 자들, 황제가 그렇다면 그런 줄 아는 자들에게는 인간성 개조만이 정답이라며 조선 민중들에 대한 불신과 경멸, 원한, 멸시를 한층 증폭시켰다.
후일 권동진은 삼천리 誌자에 당시 망명중이던 자신의 옛 동지를 소개할 때 한 사람으로 그를 소개하였다.
| “ | 청년시대의 제우(諸友) 먼저 청년시대의 나의 동무들을 말하면... 그때 동경에 망명하였든 인물들은 박영효, 조희연(군부대신 다니든 분), 장박(대신 지난이), 유길준(수상 지낸 이), 권영진(나의 중씨로 경무사), 유세남(내무차관 다니든 이), 김옥균, 그러고 우리 동렬로는 조희문, 이범래, 우범선, 이두황, 유혁로, 신응희, 정난교, 윤효정, 오세창 또 우리보담 조금 늦어 들어온 소장파에 이신(李申), 유동렬, 권석하, 이동휘 등 제인물이 있었다. 이 가운데는 1,2차 대면에 끈친 이도 있었지만은 대개는 여러 번 만났고 일도 도모하여 본 분들로 비교적 사람됨을 알 수 있었다. | ” |

한편 고종은 일본 조정에 계속 사람을 보내 유길준과 이준용, 이규완, 유혁로 등의 국내 송환을 요구했으나 일본 조정은 송환 요구를 거절했다.

#### 석방과 귀국
고종은 일본의 특사 이토 히로부미가 1904년 3월 내한하자 망명자 중 요인을 해외로 추방하거나 변방에 유치시킬 것을 제의하여 동의를 얻어냈다. 고종이 지명한 요인은 이준용, 박영효, 이규완, 유길준, 조희연, 장박, 이범래, 이진호, 조희문, 구연수, 이두황, 신응희, 권동진, 정난교 등 14명이었다. 그러나 일본은 고종에게 약속한 망명자 처분을 이행하지 않았다.
1904년 4월 중순 고종은 주한일본국공사관에 조선인 출신 정치적 난민 신청자 중 유길준, 박영효, 장박, 조희연, 이두황, 이진호, 권동진, 구연수, 정란교, 이규완, 이범래, 신응희 등 14명을 일본에서 추방하고, 나머지 다른 망명객은 송환할 것을 요청하였다. 주한일본공사는 4월 14일 일본 외무대신에게 보고했는데 일본 정부에서는 이들의 송환을 거절하였다.
1904년 7월 풀려나 조선으로 되돌아왔다. 조선으로 되돌아온 직후, 국내외 정세를 보고 일본이 장차 조선을 식민지로 삼을 것과 식민지가 되는 조선을 선뜻 도와줄 나라는 없다는 것을 예상한 그는 교육과 계몽, 산업 시설의 확충 등 부국강병을 역설하며, 국민이 스스로 깨어 있을 것을 주장하였다. 그러나 받아들여지지 않았다. 유길준은 사회단체인 국민경제회를 조직하여 활동했고, 국내 기업인 경제호남철도회사·한성직물주식회사의 인수와 운영에 참여하여 민족자본을 육성하려 노력하였다.
이때부터 계산학교(桂山學校)의 설립에 참여하였다. 또한 노동자와 농민들의 교육이 시급하다 생각한 그는 노동야학회(勞動夜學會)라는 야간 학교를 세워, 농민과 노동자들을 야간에 문자와 글, 숫자를 가르치기도 했다. 그러나 그는 고종과 근왕파들의 질시와 경계를 받았고, 이후 그는 일본과 조선을 오가다가 1907년 고종이 퇴위한 뒤에야 완전히 귀국할 수 있었다.
그는 농민과 노동자들이 문자 해독이 어려운 것을 알고 1908년대부터 조선문전이라고 하는 한글 국어 사전을 계속 간행하였다. 1909년에는 기존에 편찬한 조선문전을 정리하여 종합 한극 국어문법서 《대한문전 大韓文典》으로 저술, 간행하였다.

### 교육, 계몽 활동

#### 을사조약 반대
을사조약이 체결되자 그는 조약 체결을 반대하였다. 지일파(知日派)였지만 그는 을사조약에 반발했는데, 대한제국이 일본의 보호를 받아야 될 이유가 없다는 것이었다. 그러나 그의 바램과는 달리 을사늑약은 강제로 체결되었다. 을사조약과 가쓰라-태프트 밀약으로 미국이 일본의 한국 침략을 묵인하는 대신 일본은 미국의 필리핀 점령을 눈감아주기로 한 조약문을 입수하면서 미국을 의심하게 된다.

유길준의 저서 노동야학독본(勞動夜學讀本), 1908년작

1905년 11월 을사 보호 조약으로 한국이 일본의 식민지로 전락됨에 따라 오래전부터 동지들과 손을 잡고 국권을 확립하고 근대국가의 체제를 갖추어보려던 것을 이루지 못함으로써 마음을 가다듬기 힘들어 기독교 신앙에 귀의했다. 그가 기독교로 귀의하는 데에는 오랜 친구인 윤치호의 도움도 작용하였다. 또 이 시기에 본국으로부터 김정식(金貞植)이라는 사람이 도쿄 기독교청년회(YMCA)의 총무로 부임하여 유길준에게 기독교를 믿도록 설득했던 것으로 보인다. 김정식은 유길준의 동생 유성준(兪星濬)과 같이 한성부의 종로 감옥에서 전도받고 기독교 신자가 되었다. 1907년 순종 황제의 특사로 귀국했다. 그 후 흥사단에 참여하여 활동했고 국민경제회를 설립했으며 계산학교(桂山學校)를 설립했다. 또한 융희학교 설립 준비작업에도 적극 참여하였다.
그 뒤 도쿄에 있는 한국인 유학생, 젊은이들이 후지 산(富士山) 밑에 있는 여관서 사경회(査經會)를 개최하자, 유길준도 후지 산을 방문, 사경회에 참여하고 서문인 《사경회서 (査經會序)》를 작성하여 기독교에 대한 자기의 생각을 밝혔다.
그는 을사 보호 조약 체결을 당연한 징벌로 받아들였다. 그는 조선이 개혁에 실패하고 애국자들을 탄압한 것이 바로 을사 보호 조약을 자초한 것이라고 보았고 나라를 스스로 지켜내려면 일단 실력을 키워야 한다고 역설했다. 실력이 전제되지 않는 상태에서 독립해봐야 다시 파쟁과 분열로 지새거나 러시아 등 다른 열강의 식민지나 중국의 속국이 될 것이라고 전망했다.

#### 정미 7조약 반대와 계몽 활동

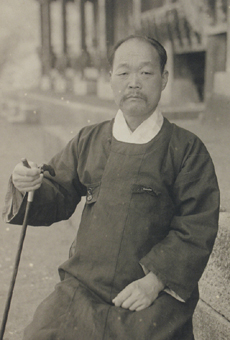
만년의 유길준

1907년 민단(民團)이라고 하는 민중 정당을 조직했으나 그 후 정계에서 밀려나고, 민단은 해체되고 만다.
1907년 6월 한국이 일제 침략상과 을사조약의 무효를 세계 열강에 호소하려다 실패한 헤이그 밀사사건이 일어나자, 일제는 이 사건을 계기로 한국의 내정에 관한 전권을 장악하려고 했다. 이에 헤이그 밀사사건의 책임을 고종에게 묻고 고종을 강제퇴위시키고, 이토 히로부미(伊藤博文)가 외무상 하야시 다다스(林董)와 한국의 국권을 빼앗는 내용의 신협약을 작성하여 1907년 7월 24일 정식으로 한국정부에 제출했다. 그러자 이완용 내각은 하루 만에 찬성하여 순종의 재가를 얻었다. 이완용 내각의 각료들과 대신들은 정미7조약의 체결에 적극 찬성했다. 그러나 그는 정미 7조약의 체결을 완강히 반대했다.
그는 홀로 조약 체결이 부당하다고 주장했으나 이는 다수의 의견에 의해 묻혀졌다. 유길준은 정미 7적을 규탄하는 격문을 붙이고 거리에서 조약의 불법성을 호소하였다. 그는 또 《신지신문 新知新聞》에 정미 7조약을 반대한다는 기사를 발표했다. 일본이 모든 권한을 갖게 되니 슬프고 비통한 일이라며 자기는 귀국하면 교육사업에나 종사하겠다고 했다. 동시에 그는 일본의 총리대신에게 건백서(建白書)를 제출하여 일본이 정미 7조약을 무효로 한다면 한국 국민들은 영원히 일본의 은혜를 잊지 않을 것이라고 주장하였다.
유길준이 정미7조약을 완강히 반대했다는 소식은 한국 국내에 널리 알려졌다. 그동안 그를 친일파로 생각했으나 그가 정미7조약을 반대했음을 듣고 가장 기뻐한 사람은 고종이었다. 1907년 8월 16일 일본에 망명했다 돌아온 사람들 중 유길준을 제외하고 모두들 조정에서 주는 벼슬을 받았다. 고종은 우선 용양봉저정(유길준은 조호정이라고 불렀음)을 유길준에게 하사했으며, 흥사단(興士團)을 만들어 교육사업을 벌이자 1만 원의 찬조금과 수진궁(壽進宮)을 사무실로 쓰도록 했다. 그는 교육과 계몽을 통해 뒤늦었지만 조선을 구할 수 있다고 내다봤다. 실패를 예상하였지만 그는 국민들을 일깨우기 위해 문맹자들에게 글을 가르치는 야학 사업을 추진했고, 각지의 향촌에서 하는 자생적 야학을 지원하기도 했다.

#### 교육활동과 흥사단 조직
1907년(융희 1년) 초에는 문중인 기계유씨 문장에 선출되어 8년간 재직했다. 1907년 9월부터는 지방 자치제를 실시하고자 장헌식(張憲植)과 함께 자치단체인 한성부민회의 조직에 참여하였다. 그해 10월 일본 황태자의 한성부 방문을 앞두고 당시 한성부윤 장헌식(張憲植)은 민간 차원에서의 환영을 보여주기 위해 유길준과 조진태(趙鎭泰), 예종석(芮宗錫) 등을 동원해 한성부민회를 황태자 환영 모임으로 활용한다. 회장은 한성부윤 장헌식이었고, 이때 기부금을 모집해 한성부민회의 이름으로 남대문 정거장 앞에 특별히 환영녹문(歡迎綠門)을 세웠다.
1907년(융희 1년) 12월 유길준은 자신의 재산을 털어 사립융희학교(私立隆熙學校)를 설립하고 유옥겸, 윤치호 등을 교사로 초빙하였다. 그러나 사립융희학교는 개교 후 얼마되지 않아 재정난과 유길준의 신장염 문제로 결국 1910년 9월 11일 기호학교에 병합되고 만다.
또한 그는 국민 개개인을 선비로 만들자는 취지로 흥사단을 창설했다. 흥사단을 통해 유길준은 〈대한문전 大韓文典〉·〈노동야학독본 勞動夜學讀本〉 등의 책을 저술·간행했다. 그리고 교사양성기관인 사범학교를 설립·운영했으며, 소학교 교육을 정상화하려고 했다. 1908년 11월 의병장 신돌석이 한국 사람의 밀고로 일본에 체포되어 처형당했다는 소식을 듣고 그는 좌절한다. 신돌석을 밀고한 자는 그의 친척으로 현상금을 노린 형제와, 양반 출신으로 상민의 지휘를 받는 것을 불쾌하게 생각한 양반들이었다. 신돌석의 체포 소식에 그는 다시한번 크게 실망하게 된다. 신돌석의 체포는 아직 조선이 민도가 낮다는 증거이며 이런 수준으로는 독립은 달성할 수도 없고 독립하더라도 계층갈등으로 사회가 공중분해되거나 러시아나 다시 청나라의 노예가 될 것이라고 전망했다. 1908년말 일본 고관들이 대한제국을 방문하였다. 그는 1908년에 자신이 조직한 한성부민회의 차원에서 일본 고관들의 환영식에 '학생과 주민들을 반강제적으로 동원'하였다.
1908년 11월 유길준은 한성부민회를 본래의 목적인 주민자치운동 단체로 활용하기 시작하였다. 1909년 8월 안창호, 윤치호, 차리석, 이승훈 등과 함께 청년학우회의 창립에 참여하였다. 10월 30일에는 한성부민회 대표 자격으로, 김윤식 등과 함께 이토 히로부미 장례식의 한국측 참석조례단의 한 사람이 되어 일본 도쿄에 파견되었다가 11월 22일 귀국하였다.

### 생애 후반

#### 한일 합병 조약 전후

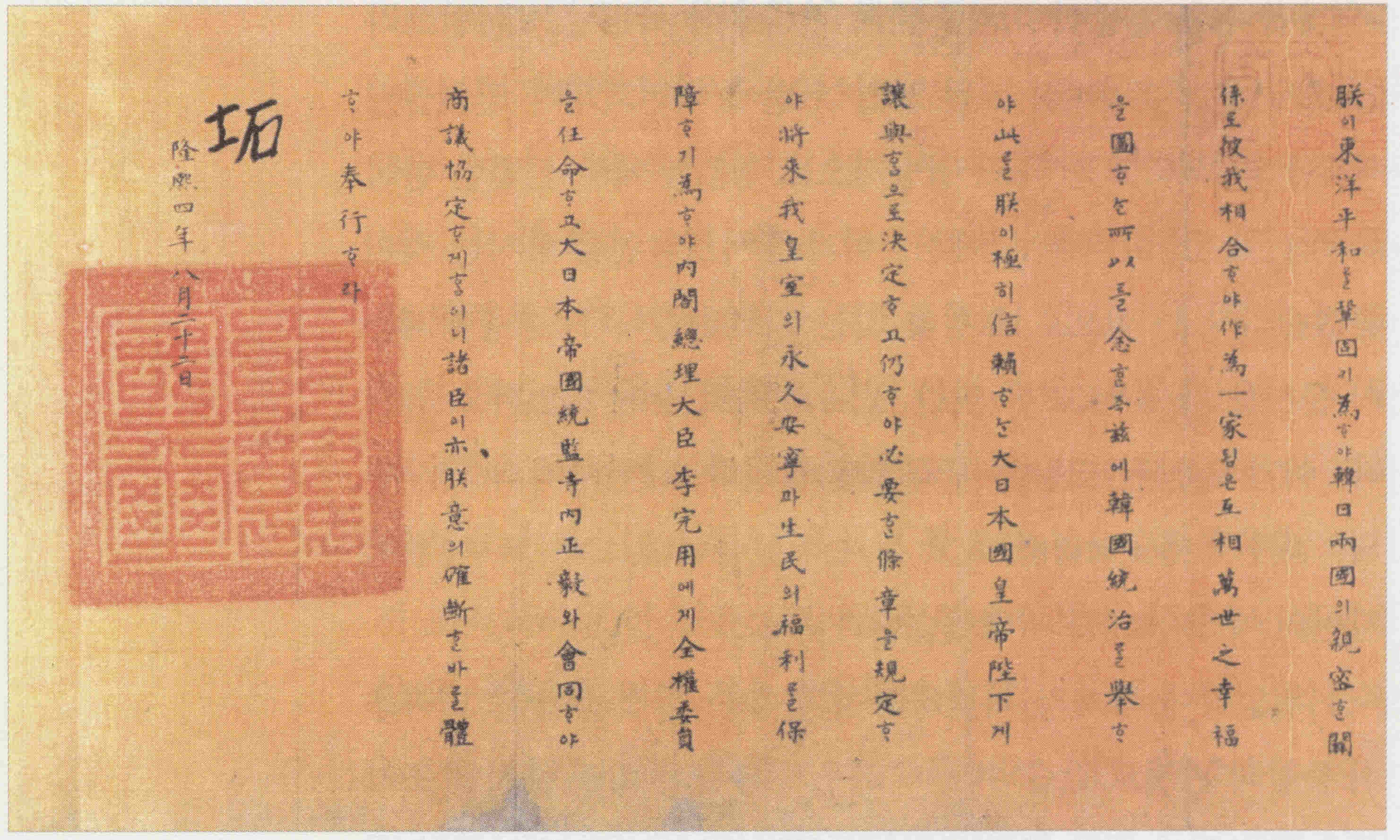
1910년 한일 합방 조약문

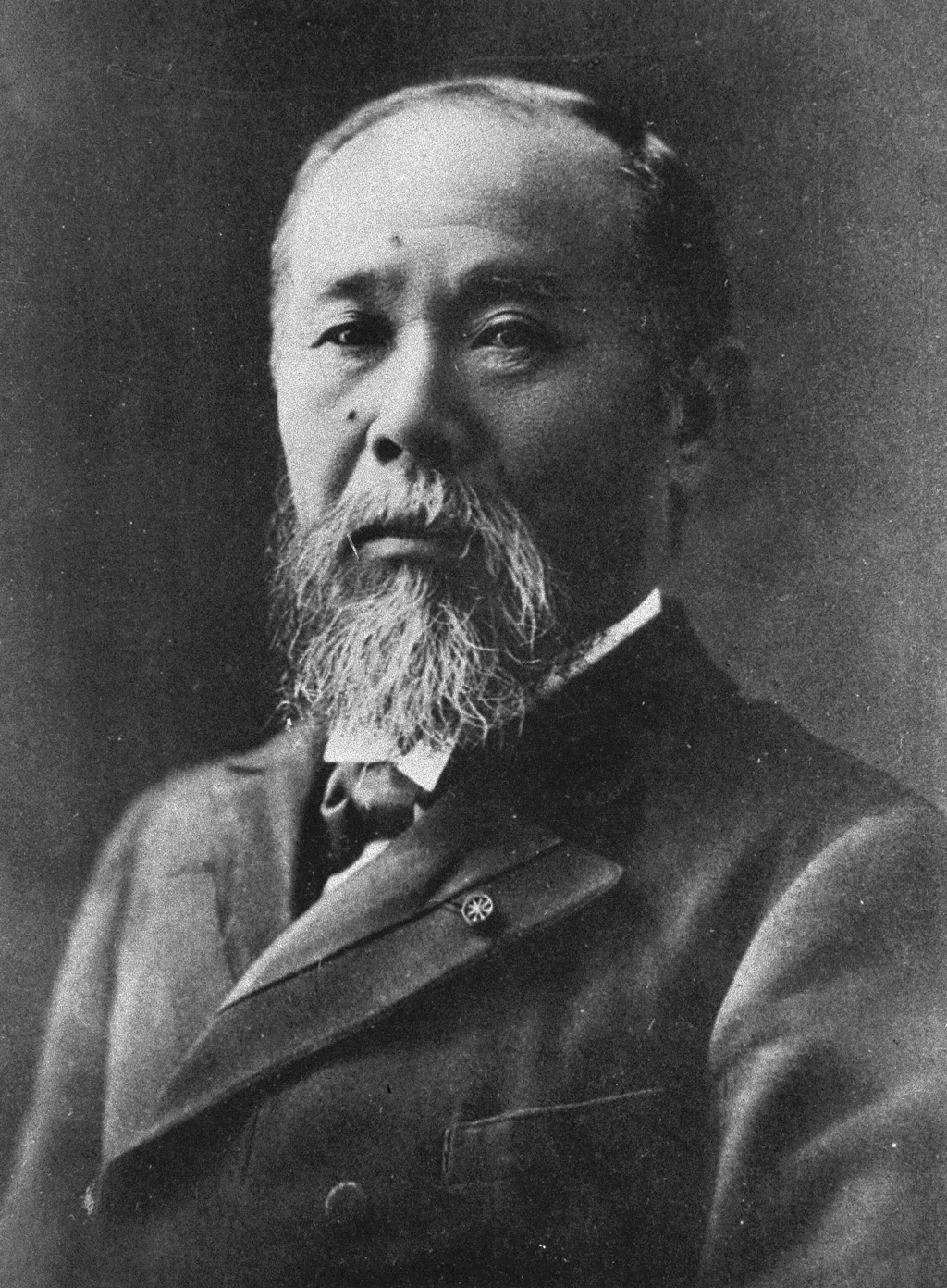
조선통감 이토 히로부미

1909년 신돌석이 사살되자 신돌석의 은신처를 신고, 제보한 사람이 조선인들이라는 것과, 신돌석이 평민 출신이란 점을 불쾌하게 여긴 양반 출신 의병들이 일본헌병에 자수했다는 점과, 현상금에 눈이 먼 지역 주민들이 신돌석의 은신처를 알려준 점, 신돌석의 외척 등도 제보에 가담한 점을 접하면서 좌절하였다. 1909년 12월 20일 상무조합(商務組合) 회장에 피선되었다. 그 해 이토 히로부미가 안중근에게 암살되자 그는 이토 히로부미를 위해 전국적인 추도회를 열었다. 그가 이토 히로부미의 추모 행사를 전국적으로 개최하자 일부 지식인들은 의아스럽게 바라보았다. 오히려 이토 히로부미의 암살이 정한론자들의 주장에 근거를 주게 되어 한일합방을 부추길 지도 모른다고 내다봤다.
1910년(융희 4년)에는 대한제국의 훈1등 태극대수장을 받았다.
1910년(융희 4년) 8월 29일 한일합병으로 한국은 일본의 식민지로 전락하고 조선총독부가 세워졌다. 그동안 야(野)에서 쌓아 올린 모든 일이 수포로 돌아감에 따라 그는 허탈 상태에 빠지게 되었다. 유길준은 아무 일도 할 수 없는 상태였으므로 침묵을 지키고 사태의 추이를 살폈다. 한때 극비리에 노백린(盧伯麟) 등 몇몇 유지와 합동, 서울 시내의 중학생을 동원하여 합병에 반대하는 운동을 벌이려 했으나, 일본 관헌에 발각되어 집에 연금되는 상태에 놓이게 되었다.
합병이 된 지 40일 가까이 되어 조선총독부 당국은 합병에 공로가 있는 한국인 78명에게 작(爵)을 내려 귀족으로 앉히면서 유길준을 회유해보려고 남작(男爵)을 주었으나 그는 완강하게 사절했다. 조선총독부가 보내준 합방 은사 공채금 역시 받지 않고 되돌려보냈다. 이후 그는 모든 공직을 사퇴하고 경성부의 자택에 은거하였다. 그러나 신장병과 과로, 스트레스 등으로 쓰러졌고 병원에 갔지만 의사들도 원인을 알아내지 못했다. 이후 외부 출입을 자제하며 자택에서 휴양하였다.

#### 은퇴와 죽음

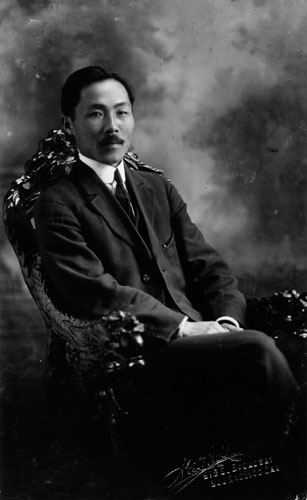
안창호. 그는 유길준을 애국자, 선각자로 추모하며 흥사단을 재조직하였다.

1911년 2월 조양구락부(調陽俱樂部)의 후원 단체로 정악유지회가 조직될 때, 이준용, 이지용, 윤치오 등과 함께 창립 발기인의 한 사람으로 참여하였다. 1911년 6월 16일 정악유지회의 재단 이사가 되었다.
만년에는 교회에 나가 예배를 드리는 일 이외에 대외활동을 중단했다. 과로와 스트레스로 쌓인 지병과 피로 역시 그의 대외활동을 제한하게 만들었다. 저서로는 국한문 혼용 기행문인 《서유견문 (西遊見聞)》과 《노동야학독본 (勞動夜學讀本)》, 《대한문전 (大韓文典)》, 《구당시초 (矩堂詩鈔)》, 《구당집 (矩堂集)》, 《구당서간집 (矩堂書簡集)》,《세계대세편 (世界大勢編)》 《정치학 (政治學)》, 《평화광복책 (平和光復策)》, 이탈리아의 통일 과정을 소개한 《이태리 독립전사 (伊太利獨立戰史)》, 프리드리히 대왕의 전기인 《보로사국 후례대익 대왕 7년전사 (普魯士國厚禮大益大王七年戰史)》, 《영법로토 제국 가리미아전사 (英法露土諸國哥利米亞戰史)》, 그밖에《파란쇠망전사 (波蘭衰亡戰史)》 등이 있다.
오랫동안 신장병으로 고생하다 가 노량진에 있는 자택에서 은거하던 중 지병이었던 신장염으로 1914년 9월 30일 아침에 생을 마쳤다. 그는 임종시 아들과 조카 등에게 〈신약성서〉를 읽게 했으며, 나라 잃은 설움에 죄책감을 느껴 유족들에게 자기는 살아서 아무런 공을 이룩한 것이 없으니 죽게 되면 묘비를 세우지 말라는 유언을 남겼다. 당시 향년 59세였다.
그의 장례는 10월 7일 한국 최초의 사회장(社會葬)으로 치러졌다. 그의 장례식은 이상재, 윤치호에 의해 거행되었다. 조문객은 대부분 조선 총독부 관리였으며, 일제는 그들의 관점에서 유길준의 지도력을 평가하려 했다.
그는 명성황후의 암살의 가담자라는 것을 왕실에서도 알고 있었고, 그에게는 한일 합방 이후 순종이 형식적으로 내리는 시호나 기타 사시(私諡) 조차 받지 못했다. 사후 경기도 광주군 동부면 덕풍리(현 경기도 하남시 덕풍동) 검단산의 부친 유진수 묘소 근처에 두 부인 경주 김씨, 충주 이씨와 합장되었다.

### 사후
그는 사후 안창호 와 윤치호에 의해 애국자로 추모되었다. 조국의 주권을 회복하기 위한 그의 노력에도 불구하고 실질적인 효과로 나타나지는 못했다. 그러나 안창호는 특히 그의 흥사단에 감화받아, 다시 흥사단을 재건하였다. 그의 유품과 두루마기와 한복 등 의복들은 대부분 아들 유억겸, 유만겸과 그 뒤 손자 유병덕 등에 의해 고려대학교 박물관에 기증되었다.
사후 독립 유공자로 서훈 대상에 추천 되었으나 훈장은 추서되지 않았다. 정치적으로 일본과 가까이 지내면서도 일본의 호의를 의심하였으며, 을사보호조약과 한일 합방을 강력 반대했다. 그러나 홀로 이를 막기에는 무리수였다. 명성황후 암살에 가담한 점, 이토 히로부미가 안중근의 저격을 받자 전국적으로 이토 히로부미 추도회를 주관한 점 등은 비판, 부정적 평가의 대상이 되고 있다.
해방 이후 둘째 아들 유억겸은 과도정부의 문교부장을 역임하였으나 곧 사망하였다. 1971년에 유길준 전서 편찬위원회가 구성되어 《유길준전서》 제4권이 간행되었다.
1994년 조선일보와 국립중앙박물관은 "유길준과 개화의 꿈" 전시회를 통해 그의 유물이 전시되었다.  주최측은 이 전시를 통해 모금한 30만달러를 박물관에 기부하여 피바디 에섹스 박물관에 한국실 설치에 초석을 만들기도 했다.
2003년 9월 피바디 에섹스 박물관 경내에 유길준 기념관이 건립되었다. 2003년 11월에는 12월의 문화인물로 선정되었다. 묘소는 경기도 하남시 덕풍동 검단산 선영하에 있으며 두 부인 경주 김씨, 충주 이씨와 합장되고, 비석은 오석으로 세워져 있다.

## 저서 및 번역서

### 저서

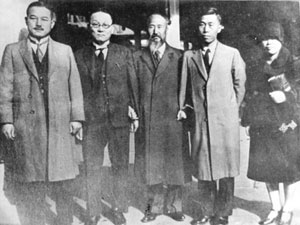
1929년 도쿄에서 열린 제3회 범태평양회의에 참가한 한민족 대표단. 좌로부터 백관수, 송진우, 윤치호, 아들 유억겸, 김활란

- 《보로사국(프로이센) 후례대익(프리드리히) 대왕 7년전사(普魯士國厚禮大益大王七年戰史)》 (1908년)
- 《영법로토(영국-프랑스-러시아-터키) 제국 가리미아(크리미아)전사(英法露土諸國哥利米亞戰史)》
- 《노동야학독본》 (勞動夜學讀本)
- 《구당시초》 (矩堂詩抄)
- 《구당집》(矩堂集)
- 《세계대세편》(世界大勢編)
- 《정치학》(政治學)
- 《평화광복책》(平和光復策)
- 《이태리 독립전사》(伊太利獨立戰史)
- 《파란 쇠망전사》(波蘭衰亡戰史)
- 《구당서간집》(矩堂書簡集)
- 《유길준전서》
- 《서유견문》(西遊見聞) 등

### 번역서
- 《문자지교》(文字之敎), 후쿠자와 유키치 저

### 기타
- 《대한문전》(大韓文典) : 국어사전, 문법서
- 김흥수 : 자료 정선. 임오군란 시기 유길준·윤치호 연명 상서[깨진 링크(과거 내용 찾기)] (pdf)

### 작품
- 아오야마(靑山)의 외인 묘지 김옥균 비석, 박영효가 글을 짓고, 이준용의 글씨체로 썼으며 유길준이 직접 석각하였다.

## 상훈
- 1910년 대한제국 훈일등태극대수장(勳一等太極大綬章)

## 조선문전과 대한문전
1890년부터 그는 한글의 문법을 연구하여 1895년 최초의 한글 국어사전이자 문법서인 《조선문전 (朝鮮文典)》을 간행하였다. 그리고 다시 10여년 간의 연구와 증보 끝에 1909년 《대한문전 (大韓文典)》을 편찬하였다. 이후 최광옥(崔光玉)의 이름으로 다시 증보되어 증보 《대한문전 (大韓文典)》이 간행되었다.
처음 조선문전을 편찬한 뒤로도 유길준은 당시 백성들의 계몽과 개화를 위해 계몽사상을 설파하고 야학당을 개설하였지만 글자를 모르는 문맹들이라 그의 말 뜻을 이해하지 못하였다. 이후 그는 문법 연구와 한글의 보급의 필요성을 깨닭아 한글 사용을 주장하였으나 당시 양반 사대부들의 반발을 받게 되었다. 결국 그는 한글 사용론에서 한발 후퇴한 국한문 혼용론을 주장하였다.
조선문전과 대한문전은 제1장 총론, 제2장 언어론, 제3장 문장론의 세 장으로 구성되었으며 제1장 총론은 한글 단어의 종류와 뜻, 그리고 문자와 음성에 대한 설명, 제2장은 단어의 동사, 명사, 조사 등 각 품사, 제3편장 각 문장에 관한 문법, 용법적인 것을 기술하였다. 여기서 그는 품사에 관한 설명에 품사 또는 언어 대신 '어종(語種)'이란 용어를 사용하였다. 유길준의 어종, 품사의 분류는 후대 한글의 8품사 그대로다. 그리고 조사와 용언의 어미를 구별하여 기술하였으며, 각각 조동사, 접속사라 이름붙였다. 문장에 관한 것을 소개할 때는 부사를 설명하고 이것을 보족어(補足語)라고 이름붙였다.

## 사상과 신념
유길준의 서유견문은 국한문 혼용체이며 이후 그는 국한문 혼용체론을 주장했다. 이어 취장보단(取長補短)이라 하여 전통의 장점은 살리고 전통의 단점은 서구의 장점을 도입하여 보완하자는 데 있다고 주장했다. 그의 저서 중 서유견문은 일본의 근대사상가, 교육자인 후쿠자와 유기치의 저서 서양사정의 영향을 받았다.
그의 개화사상은 실학의 통상개국론(通商開國論), 중국의 양무 운동과 변법론(變法論), 일본의 문명개화론, 서구의 천부인권론(天賦人權論), 사회계약론(社會契約論) 등의 영향을 폭넓게 받아 형성되었고 '군민공치(君民共治)', 즉 입헌군주제의 도입, 상공업 및 무역의 진흥, 근대적인 화폐 및 조세제도의 수립, 근대적인 교육제도의 실시 등을 골자로 하였다. 그는 비실용적이고 관념론적인 도덕과 학문 대신 현실에 맞는 학문과 기술을 배울 것을 역설하였다. 그는 아무리 명분론적으로 옳고, 이상적인 사상이라고 해도 현실에 적용이 불가능하다면 그것은 불필요한 사상, 불필요한 학문이라 봤다.

### 동도서기론
그는 동도서기론(東道西器論)을 주장, 서양의 최신 과학 기술과 문명은 받아들이되 우리 고유의 것을 부정하지 말 것을 주장하였다. 한편 그는 갑신정변의 실패를 무모함과 준비 미숙, 준비 기간의 짧음을 지적하였고, 갑신 정변에서 희생된 동지들이 동도(東道)를 부정하고 전면적인 개혁을 주장했던 점도 함께 지적하였다. 그는 윤리적, 정신적인 것은 우리 것을 중심으로 하고 정치, 제도, 문물 등은 서양의 것으로 할 것을 주장, 온건한 개량주의를 드러내기도 했다.

### 의병에 대한 비판
그는 구한 말의 의병 중, 의병을 사칭한 강도들의 존재와 의병임을 내세워 횡포부리는 자들을 비판하였다. 일본의 한국 병합 예상과, 을미사변, 동학농민운동 등으로 의병들이 나타났지만 이 중에는 의병의 이름으로 민가를 약탈하는 자들이 존재했다. 유길준은 의병이라면 높이 평가하던 당시 분위기와는 별도로, 의병을 사칭하는 자들, 의병의 이름으로 민폐를 끼치는 자들의 존재를 지적했다.
그는 노동야학독본의 제42장 용기 편에서 “의병의 이름을 거짓으로 달고 도적의 일을 행하는 것은 충의도 용맹도 아니다”라고 하여 의병을 사칭하는 좀도둑의 무리와 의병의 이름으로 민가를 약탈하고 횡포를 저지르는 자들 을 비판하기도 했다.

### 입헌군주제하 점진적 개혁론
유길준은 종래의 상고주의사관(尙古主義史觀)을 비판하고 문명의 진보를 주장하였다. 그는 개화를 당연한 것을 넘어 인간사회가 '지선극미(至善極美)'한 상태에 도달하는 것이라고 생각하고 역사가 미개화, 반개화, 개화의 단계를 거쳐 진보한다는 문명진보사관(文明進步史觀)을 제시하였다. 그 개화의 방법으로 개혁을 주장하였지만 그는 점진적이고 자발적인 변화와 개혁을 추구해야 함을 역설하였다.
그는 조선이 개혁하는 개혁 방법의 하나로 입헌군주정의 도입을 들었다. 유길준은 군주가 나라를 다스리는 입헌군주제(立憲君主制)를 지지하고 있었고, 입헌군주제 하의 점진적인 변화와 개혁을 주장하였다. 그는 입헌군주국 제도를 채택한 영국을 가장 이상적인 정치제제를 가진 나라로 보았다. 그는 일본과의 협력하면서 조선에 입헌군주정 도입과 점진적 개혁을 추진해 나가고자 하였다.
1907년(융희 1년) 10월에 순종에게 올린 '사직납품소'에 첨부한 '평화극복책'에도 이러한 견해가 나타나 있다. 그에 의하면 일본의 보호국화의 진의는 평화에 있고, 한국통감부의 통감 정치는 일본에 의한 한국 외교의 대변 또는 내정의 지도였다. 그는 일본이 조선 왕실에게 군주의 신분, 지위를 보장하는 것을 당연히 여기고, 일본은 조선을 보호국으로 하되 입헌군주정으로 발전해 나가도록 지도, 편달할 것을 강조하였다. 또한 그는 조선도 일본의 배려에 평화로 이에 응하면서 동시에 한국도 부강을 이룩해야 한다고 역설하였다.
그러나 서구중심적인 세계관을 가진 유길준이 영국과 같은 부르주아 자유주의적 입헌군주국을 ‘이상향’으로 여겼지만, 현실적인 모델로 삼을 수 있었던 것은 같은 후발 개발국이라는 차원에서 더 가깝고 그의 정치적인 후원자이던 메이지 일본이었다.

### 적자생존설과 우승열패론
유길준은 국내에 생존경쟁과 적자생존이라는 개념을 조선에 처음 도입하였다.‘경쟁’이라는 일본에서 만든 번역어를 ‘경쟁론’이라는 글을 통해서 1883년에 최초로 조선에 도입한 사람은 유길준이었다. 훗날 오슬로 대학교 교수 박노자는 '박정희의 외자 도입에 의한 경제 개발 프로젝트를 마치 예견하듯이 경제 발전을 위한 일본의 대규모 차관을 들이려고 한 사람들도 바로 어윤중·유길준 등의 ‘실무 개화파’였다.'고 지적하였다. 한편 그는 바보와 악한의 싸움에서 사람들은 바보의 어리석음 악한의 악랄함보다 더 미워한다고 하였다. 그는 ㅔ1905년 을사 보호 조약 체결 이후에도 계몽과 강연을 다니며 조선이 무지에서 깨어나야만이 살아남을 수 있다고 역설하였다.
그는 우존열멸과 강승약패는 천도(하늘의 뜻)와 인사(인간의 만사)의 당연지사로 파악하였다. 유길준은 우승열패와 적자생존, 생존경쟁은 필연적인 것이며 자연계나 동물의 세계는 물론 인간사회를 움직이는 만물의 기본 원리라고 보았다. 그리고 이러한 경쟁이야말로 사회진보의 원동력이라고 그는 확신하였다. 특히 유길준은 자신의 저서 《서유견문 西遊見聞》에서 사회진화론적 관점에서 인간 사회의 미개(未開), 반개화(半開化), 개화(開化)라는 단계적 발전론으로 압축되는 문명관을 제시하기도 했다.
일본에서 진화론 관련 서적을 접한 그는 하늘의 도에 의문을 제기하였다. 그러나 나중에 그는 찰스 다윈 진화설과 에른스트 헤겔의 적자생존설, 우승열패론 등을 비롯한 사회진화론을 지긱히 당연한 것으로 이해하였다. 그는 이것이 하늘의 도리, 순리로 해석하였다. 다만 유길준은 우존열멸과 강승약패는 천도(하늘의 뜻)와 인사(인간의 만사)의 당연지사로 보면서도 경쟁에는 어느 정도 '공경하는 예'와 '사랑하는 덕'이 없으면 국가의 존망이 위태로워진다면서 경쟁의 도를 강조하였다. 도덕과 권력의 양절에 대해 유길준은 인민을 위한 정치를 행하던 프리드리히 대왕의 지성(至誠)을 인정하면서도 그의 전쟁 도발에는 비판적이었던 태도에서도 보인다.

### 문명개화론
그는 상공업 및 무역의 진흥, 근대적인 화폐 및 조세제도의 수립, 근대적인 교육제도의 실시를 당면 과제로 제시하였다. 유길준은 계몽 강연에서도 신라의 삼국통일, 신라의 이두, 고려시대의 금속활자, 조선의 거북선, 고려청자, 조선백자, 최무선의 화포와 총통, 조선 초기의 신기전 등 기술적 혁신을 이룩해 왔다고 주장했다. 그는 자신의 저서 〈서유견문 西遊見聞〉에서도 조선의 과학기술이 낳은 위대한 성과로 이두, 고려자기, 거북선, 금속활자를 들고 있다. 그런데 고려 말부터 조선왕조 5백년간 문인들만을 우대하고, 기술자와 군인들은 천대하면서 이러한 훌륭한 기술과 성과들이 사장되었음을 역설했다. 그는 만약 후손들이 비실용적인 학문에 집착하지 않고, 이런 과학 기술 전통을 연구, 발전시켰더라면 지금 세계의 영광이 조선에 돌려졌을 것이지만, 후손들이 그렇게 하지 못했음을 안타까워하였다. 그는 과학, 기술의 천대가 조선을 멸망의 나락으로 이끌었다고 확신했다.
그는 전근대적 삶의 형태를 유지하고 있던 조선을 미개한 상황으로 판단하였다. 유길준은 인류 역사의 발전단계를 원시화, 미개화, 반개화, 문명화의 사단계로 구분하고 조선은 미개의 단계에 있다고 보았다. 그는 인류 사회의 가장 발전된 형태로 문명화로 지목하였다. 그는 한국은 미개의 상태에서 반개 또는 문명으로 가야 되고, 문명화를 위해서는 문호를 열고, 내정을 개혁하고 개화를 해야 한다고 역설하였다.
유길준은 후쿠자와 유키치가 지적한 것처럼 서구의 표면적인 기술 문명 이전에 서구의 합리주의 정신과 공공성이 바탕이 되어 있다는 것을 인식하였다. 합리성과 공공성이 바탕이 되지 않는 문명사회는 오히려 치명적인 독이 될 것이라고 전망했다. 그는 개화의 등급을 보면 서구 열강이나 일본 역시 완벽한 개화를 이룩한 것이 아니고 고도문명화로 가는 단계에 있으므로 조선도 노력하면 가능성이 있다고 주장하였다.

#### 단발령과 양복
그는 1894년 갑오경장 이전부터 단발령을 주장했다. 1894년에는 그해 초부터 고종을 상대로 단발의 필요성을 역설했다. 유길준이 단발을 확신한 이유로는 관리가 편리하고, 위생적이라는 점이었다. 그해 여름부터 꾸준히 설득하여 1894년 10월 고종을 설득하는데 성공한다. 그는 긴 한복과 긴 담뱃대를 불필요한 폐단, 폐습으로 지적하였다.
유길준은 미국 체류 시절부터 단발의 필요성과 용이성을 체감하였다. 1883년 일본에서 돌아온 뒤 보빙사 통역으로 선발돼 상투에 갓을 쓰고 미국에 갔던 유길준은 머리를 서양식 하이칼라로 자르고 양복으로 바꿔 입었다. 그는 한복이 지나치게 소매가 길고 넓어 활동하기 불편한 것 역시 문제점으로 지적하였다. 조선식 복장은 미국에서 곡마단 복장으로 놀림받을 정도로 낯설었기 때문이다.
단발에 대한 확신이 선 유길준은 직접 단발령을 공포하고 가위와 칼을 들고다니며 백성들의 상투를 잘랐다. 유길준은 갑오개혁 때 내부대신으로 단발령을 주도하며 손수 가위를 들고 세자의 머리를 깎아 큰 파문을 일으켰다.

#### 문명 개화와 주체적 관점
유길준은 일본과 서양의 문명이 발전된 문명화된 상태였지만 완전히 문명화된 상태는 아니라고 확신하였다. 그는 서구 사회도 아직 고도의 문명화는 이루지 못한 것으로 내다봤다. 그 근거로 그는 노예 제도와 인종차별이 존재하는 것을 지적했다. 그는 서구의 문명을 받아들이는 것은 당연하지만 우리 실정에 맞게, 자각적으로 수용해야 한다고 역설하였다. 서양의 것을 받아들이되 우리 자신, 주체적인 것을 잃어서는 안 된다는 것이었다. 서양의 제도와 사상을 받아들이되 그대로 받아들일 것이 아니라 비판적 입장에서 수용해야 한다는 것이 그의 견해였다.
그는 강연 활동과 자신의 각종 저술들을 통하여 서구의 제도와 정치, 사회 사상 등을 소개하지만 그것은 조선 스스로 주체적으로 받아들이고 발전시켜야 한다고 강조한다. 개화와 개혁을 하되 내 집 청소, 내 집을 가꾼다는 마음으로 주인된 마음으로 개혁을 해야 되지 빈객이나 노예의 처지, 수동적인 입장에서 하면 아무것도 되지 않는다는 것이다. 또한 그는 개화, 개혁에 민중들의 참여가 적극 필요함을 역설하였다. 그는 개화가 시대를 풍미하는 영웅이나 권력을 가진 정부에 의해서도 진행되지만 오래 가지는 못한다고 보고, 일반 백성들이 자발적으로 필요성을 절감하고 동참해야 한다고 역설했다. 그는 지식인이나 소수의 정부 권력자들보다 일반 국민들의 태도, 노력 여하에 따라서 문명과 미개를 결정한다고 전망했다.

### 교육, 계몽 중요론
그는 일찍부터 교육이 중요하다고 봤다. 교육을 통해 무식과 무지를 깨닫는 것이 중요하다는 것인데, 이는 갑신정변 이전부터 그가 사망할 때까지 일관된 신념이었다. 국민 교육의 중요성을 토로하는 국왕 고종에게 바친 상소문 언사소(言事疏)(1883)에서도 나타난다.
| “ | 교육의 도(道)가 융성해지지 않으면 인민들의 지식이 넓어질 수 없고, 그렇게 되면 그 나라는 반드시 빈약하게 될 터이니 그 까닭이 무엇이겠습니까. 대체로 지식과 기력 양자는 교육에 달려 있으며, 교육의 길은 국가의 시책에 달려 있는 것입니다. | ” |

그는 교육을 통해 무지함을 깨우치는 것이 무엇보다도 시급한 일이라고 역설하였다. 따라서 그는 민중들이 쉽게 깨우칠 수 있도록 한글의 사용과 보금을 건의, 역설하기도 했다.

### 한글 연구와 국한문 혼용
그는 백성들이 한자가 어려워서 해석하지 못한다고 보고 언문을 보급하는 활동을 하였다. 그는 서재필의 독립신문의 한글 전용보다는 국한문 혼용을 통한 절충안을 제시하였다. 유길준은 조선도 일본처럼 언문일치를 이루어야 한다고 하였다.
다만 한문은 너무 어렵고 뜻이 복잡하여 글을 배우지 못한 자들이 쉽게 배우지를 못하므로 보다 쉽고 간편한 한글을 연구, 보급시켜서 언문일치화도 이루고 동시에 무지몽매한 조선 백성들에게 글과 신사상 교육부터 시작해서 서서히 계몽시켜보자 라는 취지에서 한글에 대한 연구를 시작하였다. 그리하여 그는 조선문전을 써서 한글의 언어와 방언, 문법 등을 연구하였고 이를 여러번의 수정, 개정 끝에 대한문전으로 펴냈다.
그는 서유견문을 간행하면서 한글 활용의 중요성과 언문일치의 필요성을 강조하였다.

### 글쓰기론
유길준은 문장, 언어가 기본적으로 사물의 '사실'을 그대로 그려내는 재현의 매체라는 이해를 갖고 있었다. 유길준은 문장을 일종의 그림 혹은 그림 그리는 일에 비유하고 있다. 책을 저술하는 일은 산을 그리는 것과 같으며, 적어도 칠분까지는 가지 못했다 해도, 봉우리와 바위와 가지 등등의 사물의 본모습을 변화하는 모습을 그려내도록 노력했다.
또한 그는 "세속의 일을 그려내기 위해서는 세속의 언어로 말한다."고 주장하였다. 유길준의 그림은 정신의 표현이 아니라 사실에 대한 가치중립적 서술과 실상 그대로의 묘사를 의미한다. 따라서 언어와 문장 역시 사실을 있는 그대로 전달하는 것이 우선적인 목적이라고 보았다. 따라서 그는 불필요한 미사여구나 수식을 늘어놓는 것을 진심을 숨기기 위한 재주, 희롱이라며 부정적으로 봤다.

### 외교관
유길준은 일본을 통해서라도 근대화를 이뤄보겠다는 뜻을 품고 있었다. 조선을 영세중립국으로 만들자는 제안을 했던 그는 탈중국화를 최대의 과제로 인식했다. 서재필의 독립문과 독립협회 외에 중국으로부터 정신적으로도 독립할 것을 역설했다.
자기 정체성을 상실한 윤치호와 달리 유길준은 서구에 대해 극단적인 패배감이나 열등감을 갖지 않았고, 내면에 침잠해버린 윤치호와 달리 유길준은 활발한 저술 활동으로 자식의 식견을 동포들과 공유하는 데 힘썼다는 것이다. 대 미국관에서도 유길준은 미국은 통상 상대에 불과하며 '위급함을 구해주는 우방으로 믿을 바 못 된다'고 일갈하여 동시대인들의 긍정 일변도 미국관에 경종을 울리기도 했다.
한편 그는 약소국이 생존하려면 반드시 강대국에 신의를 지켜야 한다고 인식했다. 그리하여 그는 안중근의 이토 히로부미 암살과 같은 것을 강력하게 비판, 성토하였다.

### 강력한 치안론
갑신정변의 실패 이후 유길준은 민중을 계몽의 대상이 아니라 통제와 훈련, 개조의 대상으로 본다. 통제되지 않고 훈련되지 않은 민중들은 폭도나 야수와 같다고 봤다. 따라서 그는 강력한 경찰 또는 군대를 통한 사회 통제를 당연히 여겼다. 구한말의 박영효, 유길준, 윤치호, 서재필의 정치적 입장과 세계관이 각자 달랐지만 일본식의 강력한 경찰제도를 도입해야 한다는 점과 모든 ‘역적’(동학·의병)들을 모두 소탕해야 한다는 점에서 의견의 일치를 봤다. 이러한 이들의강력한 경찰권 주장은 당시 유일하게 반발없이 제대로 채택되었다. 당시 대한제국 경무부 대신(경찰청 총장) 서리 이근택(1865~1919)이 서너명 이상이 모여서 속닥거리면 엄벌하겠다는 계엄령을 내린 것은 식민화 훨씬 이전인 1901년 6월 22일의 일이다.
유길준은 징병제를 주장했고, 이를 고종에게 여러번 건의하였지만 역시 민중을 증오, 불신하던 고종은 그의 징병제 제안을 전면 거부한다. 조선인들이 징병제 군대에 끌려간 1940년대보다 훨씬 이른 1890~1900년대에 서재필이나 유길준은 “징병제가 곧 국민을 만든다”는 주장을 내놓았다. 유길준은 세금 납세와 병역, 노동이 백성의 도리요 인간의 도리라고 역설했지만 고종은 그의 말을 묵살하였다.

### 권력, 권위주의에 대한 비판
유길준은 모든 권력은 필연적으로 타락한다고 보았다. 그는 정치에 있어서도 절대적인 도덕, 정의로운 정치의 실현은 불가능하다고 봤다. 1900년대 유길준의 국제정치관은 도덕이 기능하지 못하는 국제사회의 권력정치 현실을 '개탄'한 것이지 권력정치 자체에 동의한 것은 아니다.
그는 "공법 천 마디 말이 대포 일문만 못하다"라는 권력지향적인 후쿠자와 유키치의 발언을 권력정치에 대한 개탄으로 뒤집어 해석한 데에서도 권력정치에 대한 유길준의 심리적 거리를 읽어낼 수 있다. 그러나 유길준은 모든 인간을 권력지향적 존재로 파악하였다. 어떠한 권력 또는 도덕적 명분과 같은 차별성을 만들고, 자신의 우월함을 한없이 입증해내려고 하는 것이 모든 인간의 기본적 속성이라는 것이다.

### 국방력
청년기의 유길준은 독립을 위한 최소한의 방위력은 필요하다고 보았지만 공세적 군사력은 부정하였고 군사력으로 약소국을 멸시하는 '야만적 행실'에 비판적이었다. 만년에도 군사력은 모든 국권의 기본으로서 역국의 세계제패, 러시아의 팽창, 독일의 국회 확장을 가능하게 만든 추진력으로 봤다. 또한 쓸데없는 군비 증강은 비실용적이라는 견해를 계몽 강연 등을 통해 드러내기도 했다.
그러나 그는 명분 없는 군대를 동원하는 것은 비판적이었고, 군사적 행동에 대해서는 국제법에 의한 규제가 필요하다고 보았다. 그는 자기 방위를 넘어선 필요이상의 군사력 사용도 부정하였다. 따라서 그는 프리드리히 대왕의 국민들에 대한 헌신성, 진정성은 인정하면서도 그의 전쟁 도발에는 비판적이었다. 유길준에 의하면 군사력은 그 나라를 충분히 방어할 정도면 족하다는 것이 유길준의 지론이었다.

### 군국주의적 관점
유길준은 인간다운 인간의 덕목으로 '납세의 의무'와 '징병을 통해 병사가 되는 의무', '땀흘려 노동할 의무'를 제시하였다. 그는 자신의 저서 노동야학독본의 제1장에서는 인간의 도리와 권리와 의무 등을 모르는 사람은 “짐승만도 못하다”(제1과 사람)는 것은 서두에 실린 훈화이다. 그렇다면 그 위대한 ‘도리’는 과연 무엇인가. “신하와 백성이 임금에게 충성을 바치는 것이 국가의 윤리적 기본이며, 귀천·상하의 차례가 있는 것이 사회의 윤리적 기본이다”라는 게 바로 사람과 짐승의 경계선을 긋는 '도리'다(제2과 사람의 도리). 문명개화론을 주장했지만 그는 인간은 귀천이 엄연히 나뉘어야 한다고 주장했다.
유길준은 군대와 순사로 상징되는 일본의 국가 개념을 모델로 삼아 조선인들도 국가와 주군에 대한 무조건적인 희생정신을 가지라고 설파하였다. 그는 국가를 위해, 임금 또는 지도자를 위해 희생하는데는 이유가 있을 수 없다며 당연히 희생할 것을 요구했다. 노동야학독본은 유길준의 이러한 '계몽관'과 '문명관'을 독본화함으로써 새로운 지식과 교육에 갈급했던 당시 노동자들과 민중들의 요구를 철저히 외면하였다.
유길준에 따르면 사람이 가장 신성하게 여겨야 할 두 가지 의무는 효도나 도덕의 궁리가 아니고 바로 세금 납세의 의무와 ‘징병에 의하여 군사가 되는 의무’라는 것이다.
흥미로운 것은, 이 두 가지 ‘의무’ 중에서 유길준에게 더 중요한 것은 '군사 되는' 의무인 듯하다. 그는 '임금과 나라를 위해 죽을 의무’를 강조하고(제9과 내 몸), 부국강병을 실시하는 국가를 위한 맹목적인 희생을 ‘영예’로 (제11과 우리 임금) 규정했다. '하늘과 같은 국가'와 '보잘것 없는 개인'을 대조시키는(제12과 우리나라) 등 국가와 임금에 대한 충성, 애국심을 중요한 덕목으로 인식했다.
군국 일본에서 징병제 군대는 ‘선량한 황민’을 육성하는 가장 핵심적인 ‘국민 만들기’ 기관이었으며, ‘국가와 천황’을 위한 ‘순사’(殉死)는 교과서와 신문 등을 통해서 전파되는 어용적인 이데올로기의 진수였다. 유길준은 이 구조를 모델로 삼아 한국인들도 ‘국가와 주군’에 대한 무조건적 일본식의 ‘희생 정신’을 가지는 것을 ‘계몽’이자 ‘문명’으로 여겼다. 그래서 군대 없는 나라에서 “군대에 가서 죽어라”는 소리를 할 수 있었던 것이다. 한국사학자 박노자는 이를 두고 '끔찍한 구조'라고 지적하였다.

### 사람의 의무론
유길준은 납세와 징병, 노동을 피지배층, 민중이 지녀야 할 최고의 고상한 덕목으로 선정했다. 노동야학독본의 제4장에서 그는 '사람의 의무'를 강조하였다. 유길준은 사람이 사람답게 살려면 우선 의무부터 먼저 이행하라고 강조하였다. 그는 사람의 의무로 공자와 맹자의 가르침을 따르는 것을 들었다. 그러나 그의 '사람의 의무'에 대한 해석은 결코 공맹의 가르침만을 따르지 않는다. 유길준에 따르면 사람이 가장 신성하게 여겨야 할 두 가지 의무는 효도나 도(道)의 궁리가 아니고 바로 세금 납세의 의무와 ‘징병에 의하여 군사가 되는 의무’라는 것이다.
'납세의 의무'와 '징병을 통해 병사가 되는 의무' 다음으로 그는 '땀흘려 노동할 의무'를 인간의 덕목으로 제시하였다. 유길준은 그러한 덕목을 이행하지 않는 자는 인간이 아니며 짐승만도 못하다. 짐승도 자신의 생존을 위해서 먹이를 찾고 사냥하는데, 인간이 의무를 다하지 않고 게을리 지낸다면 그것이 어찌 인간이겠는가 라고 주장하였다. 그는 노비, 백정, 기생, 광대들이 비인간적인 대우를 받는 이유는 그들의 게으름과 저항할 줄 모르는 나약함, 무기력함 때문이라고 지적하였다. 그러나 그는 이 세 가지 의무 중에서도 '징병을 통해 병사가 되는 의무'를 가장 중요한 덕목이라 강조하였다.
후에 노르웨이 오슬로 대학 한국사학과 교수 박노자는 유길준이 주장한 맹목적인 애국심과 징병 정당화 논리를 비판하였다. 박노자는 이를 두고 자신의 동류들이 다스리는 '국가'를 위해서 노동자들이 피까지 바치기를 대단히 바라는 모양이었다 며 비판을 가하기도 했다.

### 지방자치제와 입헌군주제
그의 개화사상은 실학의 통상개국론(通商開國論), 중국의 양무(洋務) 및 변법론(變法論), 일본의 문명개화론, 서구의 천부인권론(天賦人權論) 및 사회계약론(社會契約論) 등의 영향을 받아 형성되었다. 유길준은 지방자치제도와 입헌군주제를 대안으로 생각하였다. 지방자치제를 실시하고자 한성부민회(漢城府民會)를 설치·운영했다. 그는 윤치호, 서재필, 박정양 등과 함께 독립협회와 만민공동회에 참여하였고 그들의 주도로 대한제국 중추원을 설치할 때 적극 지지하였다. 그는 일본과 미국의 상원과 하원 양원제를 본딴 양원제의 도입이 필요하다고 인식했지만 중추원조차 왕실과 수구파, 위정척사파의 반대로 제대로 운영되지 못했다.
유길준은 군민공치(君民共治)를 주장하여 즉 입헌군주제의 도입을 역설하였다. 동시에 상공업 및 무역의 진흥, 근대적인 화폐 및 조세제도의 수립, 근대적인 교육제도의 실시 등을 들 수 있다. 그는 체제 개혁과 절대군주론, 군주의 절대권에는 반대하였으나 폭력 혁명론이나 공화제보다는 군주가 다스리는 체제를 선호하였다. 유길준은 국왕이 나라를 다스리는 입헌군주제(立憲君主制)를 지지하고 있었고 영국을 가장 이상적인 나라로 보았다. 그의 개화사상에 나타난 이러한 개혁론은 갑오경장의 이론적 배경이 되었다.
윤치호와는 달리 그는 서구에 대해 패배의식이나 열등감을 갖지 않았다. 또한 자신의 내면에 침잠해버린 윤치호와 달리 그는 활발한 저술활동을 펼쳐 자신의 식견을 동포들과 공유하는 데 힘썼다.

## 가족 관계

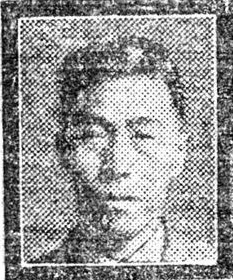
아들 유억겸 (1947년)

- 할아버지 : 유치홍(兪致弘, 1800년 - ?)
- 아버지 : 유진수(兪鎭壽, 1825년 - 1898년)
- 어머니 : 한산이씨(韓山李氏, 1824년 - 1900년)
  - 형 : 유회준(兪會濬, 1847년), 호는 창랑(滄浪)
  - 동생 : 유성준(兪星濬, 1860년 음력 9월 7일 ~ 1934년 양력 2월 27일)
- 부인 : 경주김씨(慶州金氏, ? - 1874년)
- 부인 : 충주이씨(忠州李氏, ? - ?)
  - 첫째 아들: 유만겸(兪萬兼, 1889년 7월 13일 ~ 1944년 12월 13일)
  - 며느리 : 이름 미상, 함경북도의 중인 출신 며느리, 유만겸의 본처
  - 며느리 : 파평윤씨
    - 손자 : 유병덕(兪炳德, 1932년 - 2000년 6월 20일), 감사원 제1국장[53], 제4국장, 감사원 심의실장 역임[54]

  - 둘째 아들: 유억겸(兪億兼, 1896년 10월 23일 ~ 1947년 11월 8일)
  - 며느리 : 해평윤씨
  - 외할아버지 : 이경직(李敬稙)

## 평가와 비판

### 긍정적 평가
사후 안창호와 윤치호에 의해 애국자로 추모되었다.
그는 노론 명문가 출신으로 넉넉히 급제할 수 있는 능력이 있었지만, 관직에 오르는 지름길이라 할 수 있는 과거를 포기한 이른바 ‘선각자’였다는 평가가 있다. 안창호는 그를 ‘조선 민족의 모범적인 지도자’로 평가하고, 그의 흥사단을 본따 흥사단을 재건하였다.
윤효정은 그가 뜻을 이루지 못한 영웅호걸이며 애국자라고 애석해했다. 윤효정은 "세상에는 상당한 학식과 원대한 포부를 가지고 있으면서도 그것을 제대로 펴 보지 못한 자가 수없이 많지만 유길준처럼 그 뜻을 전적으로 펼쳐보지 못한 사람도 드물 것이다."고 평가했다. 윤효정은 "그는 동서고금을 아우르는 박학함과 본래 자신이 품고 있던 큰 야망을 제대로 펴 보지도 못했고, 《서유견문》조차 제대로 간행을 끝내지 못했다"라며 애석해하였다.
권동진은 삼천리지에서 그를 평하기를 "유길준은 그때 우내(宇內)의 대세를 살피는 정객이었다. 일즉 게이오 의숙을 마치고 미국 화성돈에 가서 보스턴 대학을 졸업한 당시에 있어서는 희유한 신지식의 소유자였다. 명문의 아들이었으며, 두뇌명석하였고", 또 "의지불굴의 기골이 있어 대각에도 올랐다"고 평하였다.

### 부정적 평가
죽은 이토 히로부미를 위해 전국적인 추도회를 열거나 그가 1908년에 조직한 한성부민회의 차원에서 일본 고관들의 환영식에 학생과 주민들을 반강제적으로 동원한 것 등은 추악한 행각임에 틀림없다.는 비판이 있다.
사상적 측면에서도 일본 망명으로부터의 귀국(1907년) 이후의 기본 방침인 ‘식산흥업과 교육에의 헌신, 정치에의 불참’은 곧 닥쳐올 일제 시대의 토착 엘리트(친일파)의 이데올로기인 현실 순응적인 ‘실력양성론’과 ‘일본 지도하의 몽매한 조선의 문명화’의 청사진이었다는 비판도 있다.
사후 그는 안창호에 의해 모범적이고 이상적인 지도자로 추앙되었고, 선각자, 계몽의 선구자로 기려져왔다. 노르웨이 오슬로 대학교수 박노자에 의하면 유길준에 대한 ‘선양’ 작업을 시작한 것은, 그를 ‘조선 민족의 모범적인 지도자’로 섬기고 그의 흥사단(1907년 설립) 이름까지도 본떠 사용한 근대 친미적 부르주아·지식인의 수장 안창호였다. 며 부정적으로 평하였다. <윤치호 일기>와 같은 사료에서 갑오 내각의 주요 인물이었던 유길준과 명성황후 시해의 관련성이 뚜렷하게 보이는 등 그의 행적이 결코 ‘모범적’이지만 않았음에도, 오늘날의 교과서에서는 그의 모습을 ‘근대화의 선구자’ ‘국민 계몽의 주역’ 등 긍정 일변도로 서술하고 있다.고 부정적인 평가를 내리기도 했다. 고 혹평하였다.
오슬로 대학 교수 박노자는 또 '1908년에 조직한 한성부민회의 차원에서 일본 고관들의 환영식에 학생과 주민들을 반강제적으로 동원한 것 등은 추악한 행각임에 틀림없다.'고 비판하였다. 이어 '교과서 등 청년의 의식을 좌우하는 권위적인 서술에서 그의 ‘계몽주의’가 어느 계급·계층을 위한, 그리고 어떤 모델에 의한, 어떤 가치 구조를 가진 운동이었는지에 대해서는 올바르게 다루어졌으면 한다. 그렇게 해야 유길준이 걸렸던 군국주의의 전염병이 우리에게까지 옮겨지지 않을 것이다.'고 지적하였다.

## 기타
그는 영어, 일본어, 중국어, 라틴어에 두루 능통하였으며, 약간의 독일어 회화 실력도 갖추고 있었다. 이러한 회화 실력으로 그는 서구 각국의 원서를 보고 이를 한글로 번역하기도 했다.
그의 개혁 운동은 1995년 대한민국 KBS 방송에 송출된 한 광고에도 삽입되었다.
"100년 전 꺼져가는 조국의 운명을 바꿔보려 했던 젊은 선구자 유길준. 그가 이루지 못한 개화의 꿈에서 나는 오늘 우리가 나가야 할 길을 배운다. 변화하는 세계를 주도적으로 맞이하는 나라만이 역사의 주인이 될 수 있다는 진리. 오늘 세계화의 물결 속에서 나는 과연 무엇을 해야 할 것인가? 100년 전의 역사를 되풀이하지 않기 위하여. 세계화, 지금 나부터 시작해야 합니다."
한편 현대 한국의 막강한 ‘해외 유학파’의 원조 라는 시각도 있다.

### 유럽 정치 지도자 소개
《보로사국(프로이센) 후례대익(프리드리히) 대왕 7년전사(普魯士國厚禮大益大王七年戰史)》를 통해 프로이센의 프리드리히 대왕과 클라우제비츠를 조선 사회에 처음 소개하였고, 프랑스의 태양왕 루이 14세를 알리는 데에도 기여하였다. 그리고 《이태리 독립전사》를 통해 통일 이탈리아 왕국의 국왕 비토리오 에마누엘레 2세, 주세페 가리발디 등 당대의 이탈리아 통일의 주역을 조선에 소개하였다.

### 한글 연구와 문법사전 편찬
그는 한글의 문법서인 조선문전과 조선문전을 개정한 대한문전을 발펴하였다. 대한문전에서 그는 음운, 어휘·형태, 문장의 차원에서 체계화된 이론을 전개하고 있다.
유길준이 대한문전서문에 밝힌 바와 같이 조선문전은 8차에 걸친 수정, 개정 과정을 거쳐 1909년의 대한문전으로 최종 편찬되었다. 그는 조선문전의 특징은 언어(어휘)의 갈래를 설정하고 의미별로 세분하며, 부론에서는 축어법과 어음의 몽수를 두었다. 이는 형태소 및 어휘에 대한 인식과 음운 변동 규칙에 대한 인식이 이루어지고 있음을 의미하는 것이다.

### 장애인 교육 개척
그는 장애인들을 지도하는 방법을 최초로 설파하기도 했다. 그에 의하면 장애인을 장애인이라고 특별하게 대우하지 말고 일반인과 똑같이 대우할 것을 주장하였다. 한편 장애인 지도법을 최초로 제시하여 '근대 특수교육 성립에 기여했다'는 시각도 있다.

### 명성황후 암살 가담
갑신정변과 김옥균의 암살 이후 그는 명성황후와는 정적으로 변신했다. 같은 개화파이자 오랜 친구인 윤치호는 자신의 일기에 기록을 남겨, 유길준이 명성황후 암살에 가담했음을 기록으로 남겨 놓았다.

## 유길준을 연기한 배우
- 구충서 - 1984년 (독립문) KBS 드라마
- 이광기 - 1995년 (찬란한 여명) KBS 드라마

## 참고 자료
- 이광린, 〈미국 유학 시절의 유길준을 찾아서〉, 동아일보사, 《신동아》 (동아일보사, 1968)
- 이훈상, 구한말 노동야학의 성행과 유길준의 노동야학독본 - 〈두계 이병도 박사 구순(九旬) 기념 한국사논총〉, 지식산업사, 1987, 743~778쪽.
- 윤병희, 한성부민회에 관한 일고찰 - 〈동아연구〉(서강대 동아연구소 발행), 제17집, 1989, 609~632쪽.

## 관련 문헌
- 윤병희, 《유길준 연구》 (국학자료원, 1998)
- 강준만, 《한국 근대사 산책 1》 (인물과사상사, 2007)
- 정용화, <문명의 정치사상: 유길준과 근대한국> (문학과지성사, 2004)
- 노동야학독본 - <유길준전서>, 일조각, 1971, 제2권, 260~358쪽.
- 유영익, 《갑요경장 연구》(일조각, 1990)
- 신동준, 《개화파 열전-김옥균에서 김가진까지》 (푸른역사, 2009)
- 이강렬, 《꿈을 찾아 떠난 젊은이들》 (황소자리, 2008)
- 김명호, 《환재 박규수 연구》 (창비, 2008)
- 황호덕, 《근대 네이션과 그 표상들》 (도서출판 소명, 2005)
- 유길준, 《서유견문》 (이한섭 역, 박이정, 2000)
- 유동준, 《유길준전》, (일조각, 1987)
- 역사학회, 《역사학보 75·76합집》 (역사학회, 1977)
- 김도형, 유성준·유만겸·유억겸- 유길준의 양면성을 ‘극복’한 유씨 일가의 친일상 - <친일파 99인 (1)>, 돌베개, 1993.
- 유동준, 《유길준 전》(일조각, 1987)
- 유길준, 《유길준논소선》(허동현 편역, 일조각, 1987)
- 유영익, 《청일 전쟁과 한일관계》(일조각, 1985)
- 홍이섭, 《한국사의 방법》(일조각, 1969)
- 유길준전서 편찬위원회, 《유길준전서》 전4권 (유길준전서 편찬위원회, 1971)
- 황호덕, 《근대 네이션과 그 표상들》(소명출판, 2005)